# 瀝源邨
瀝源邨（英語：Lek Yuen Estate）是香港的一個公共屋邨，位於新界沙田區。它是沙田區首個公共屋邨（而在最初動工時，屬於政府廉租屋），也是開發沙田新市鎮的先鋒，但已列入擴展市區配屋區內，項目編號為ST01，與禾輋邨為鄰。
亦有不少機構及電影到此屋邨取景，譬如香港電台兒童劇《小時候》（1978年和1979年版）及1997年電影《香港製造》亦在此屋邨取景拍攝。

## 歷史

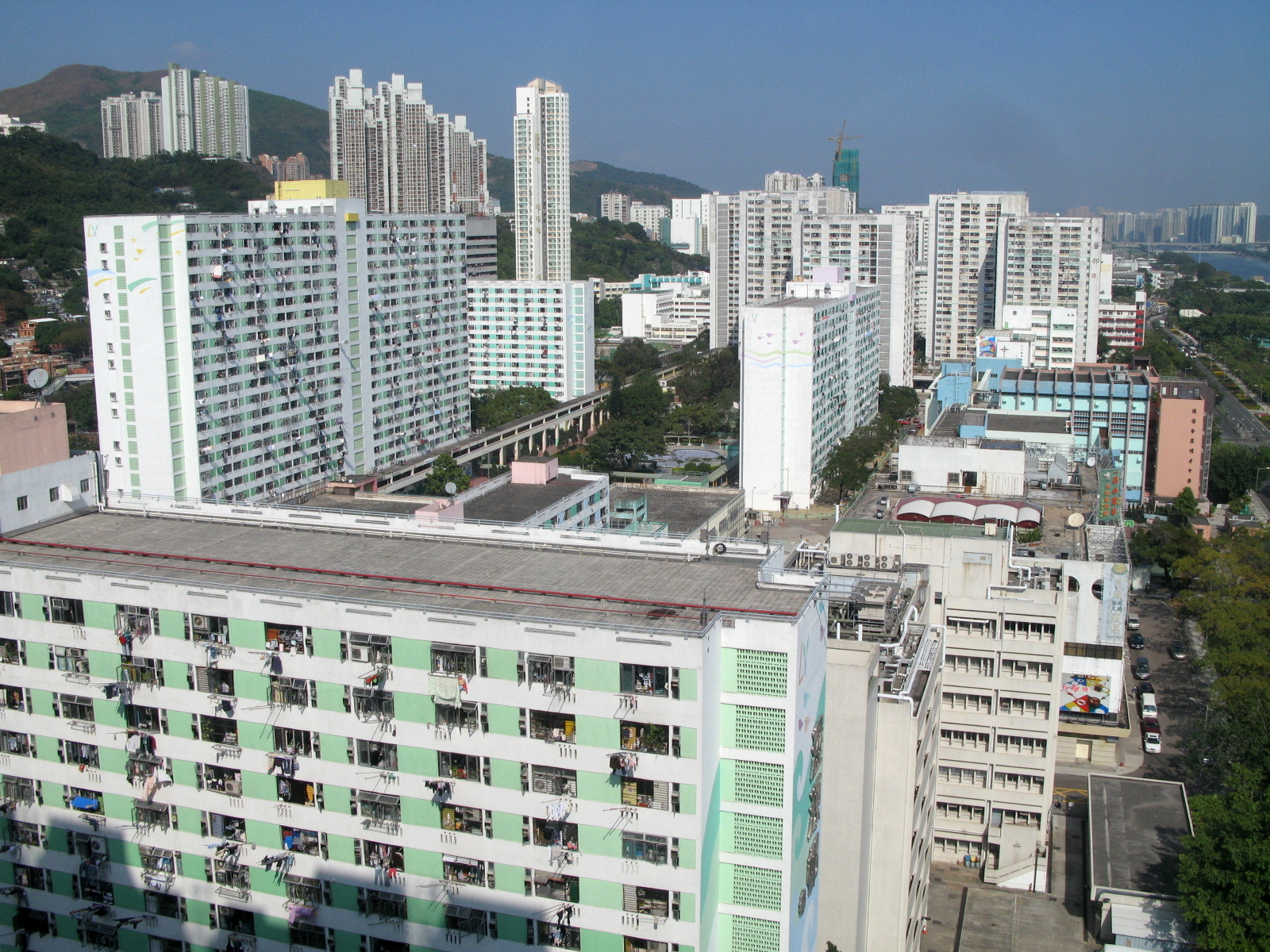
瀝源邨（2007年12月）

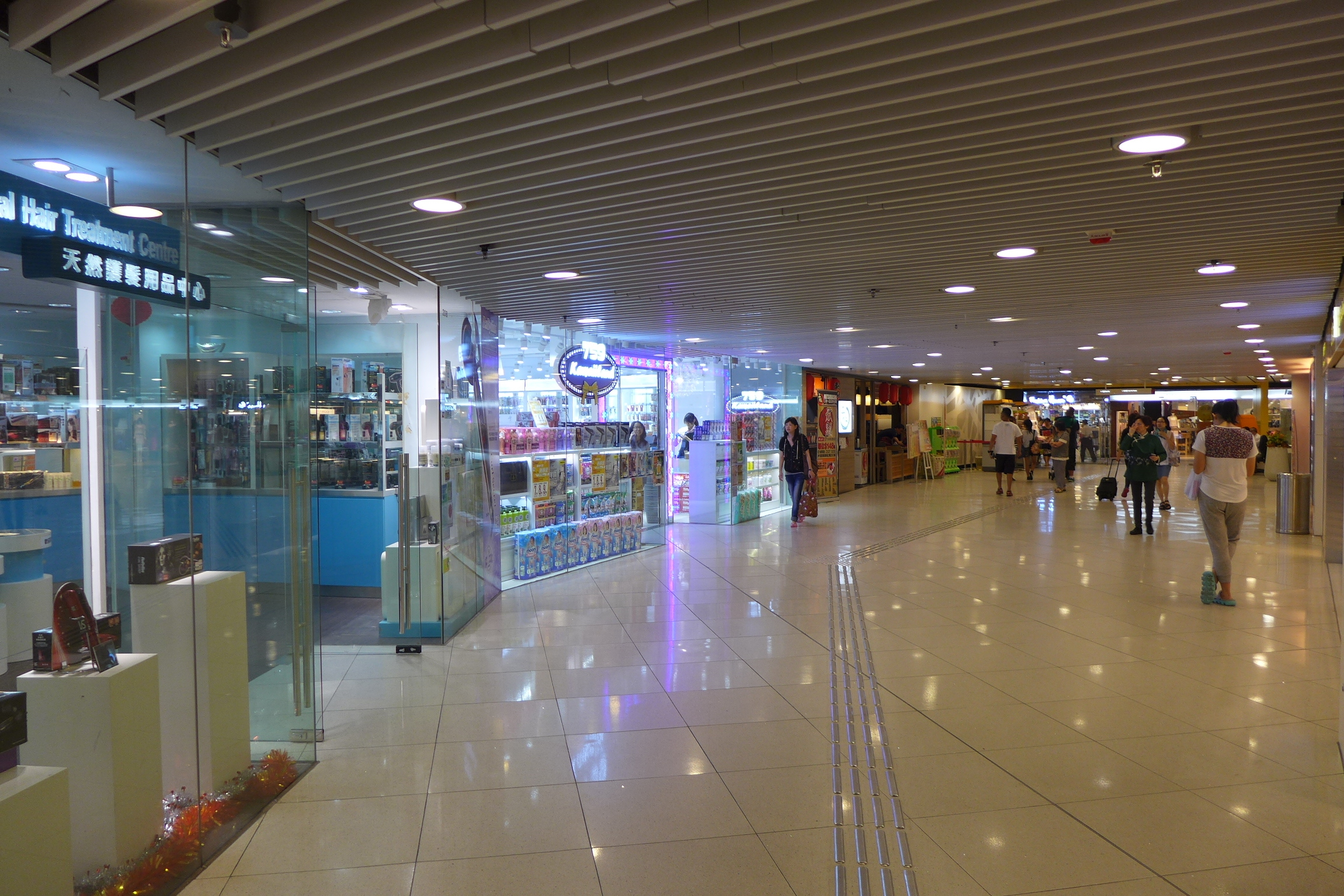
瀝源廣場（2015年8月）

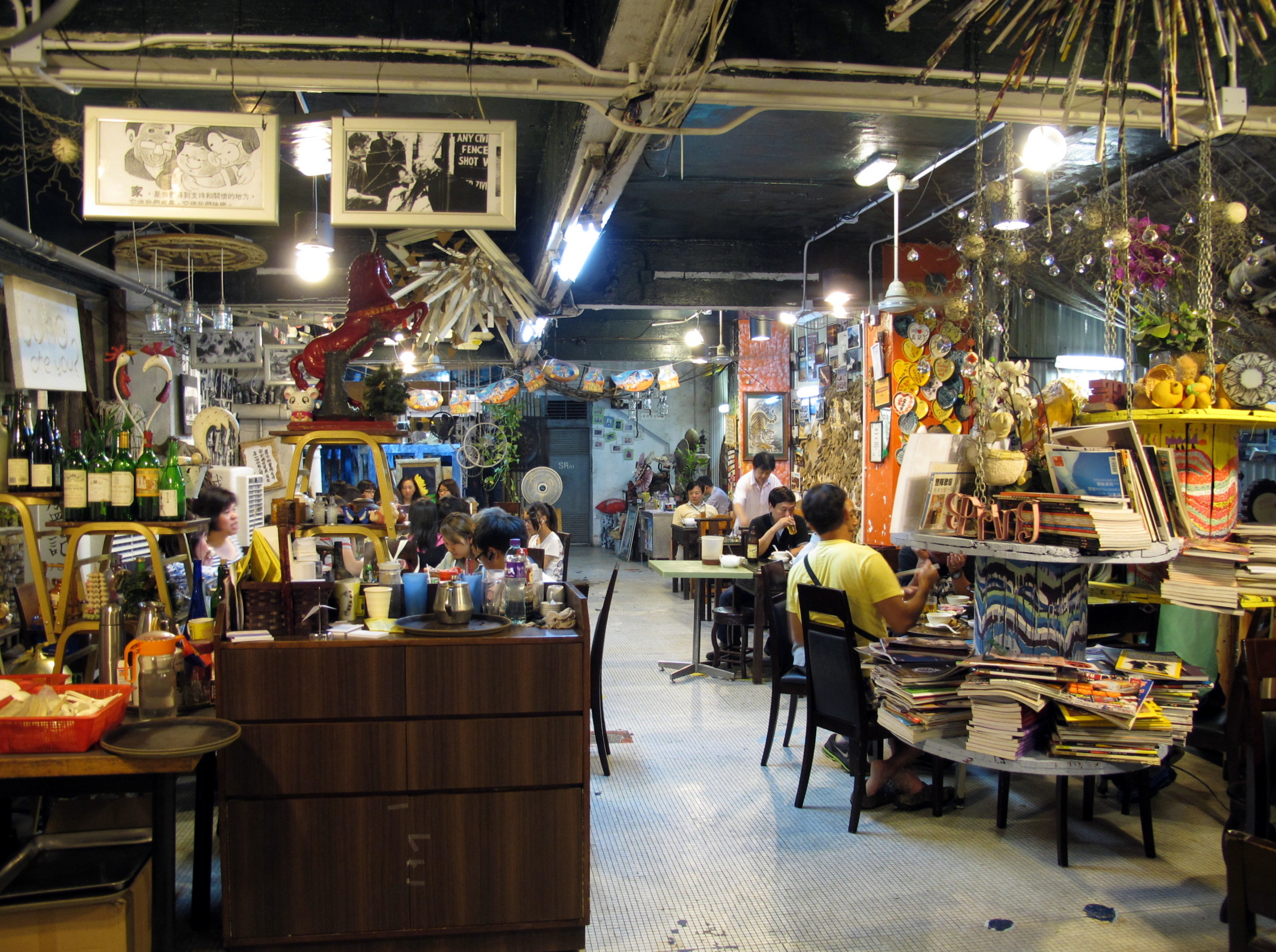
瀝源邨內的熟食中心設盛記麵家於1982年開業，至今已經有超過40年歷史

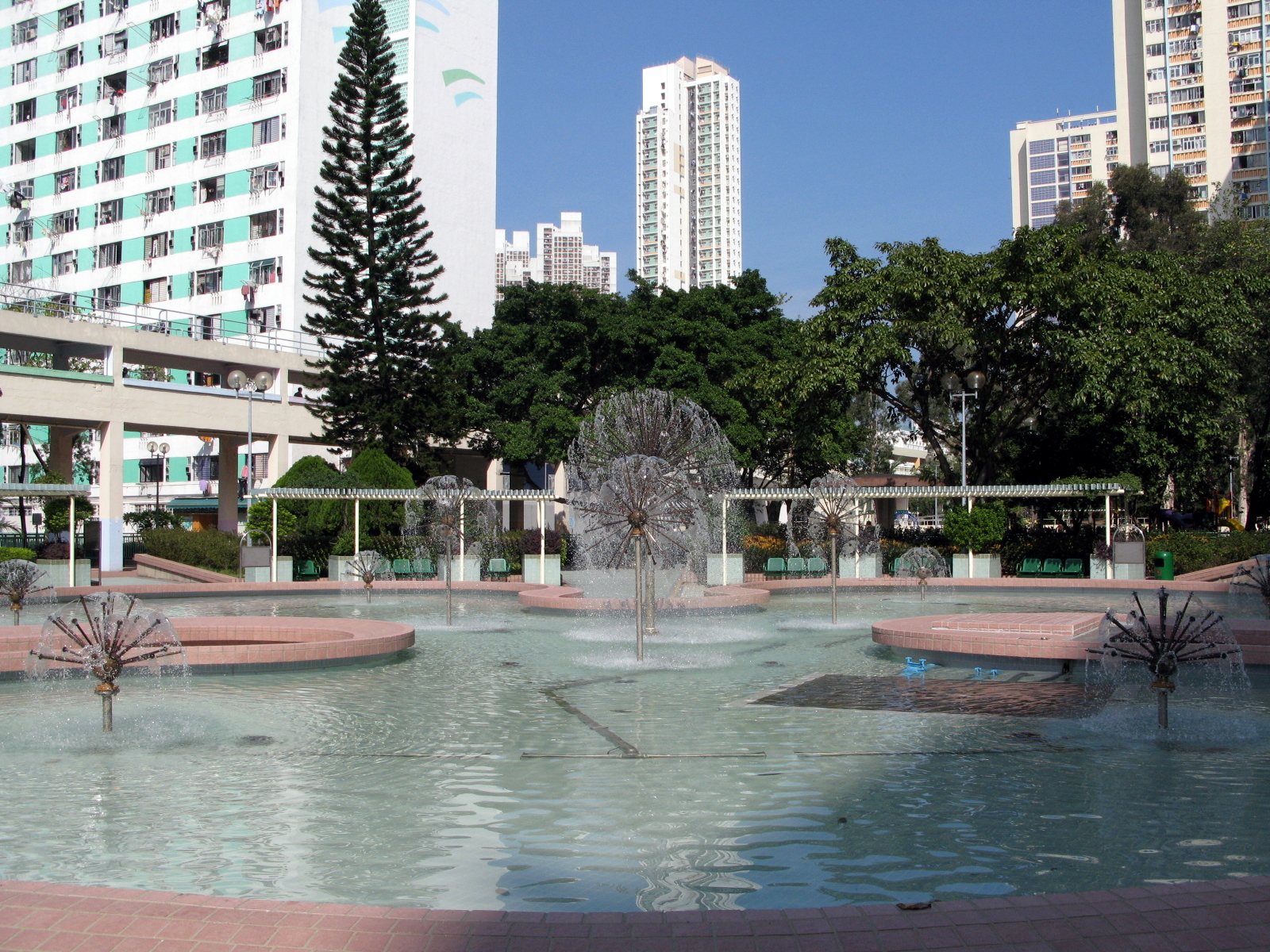
經典噴水池（2009年12月）

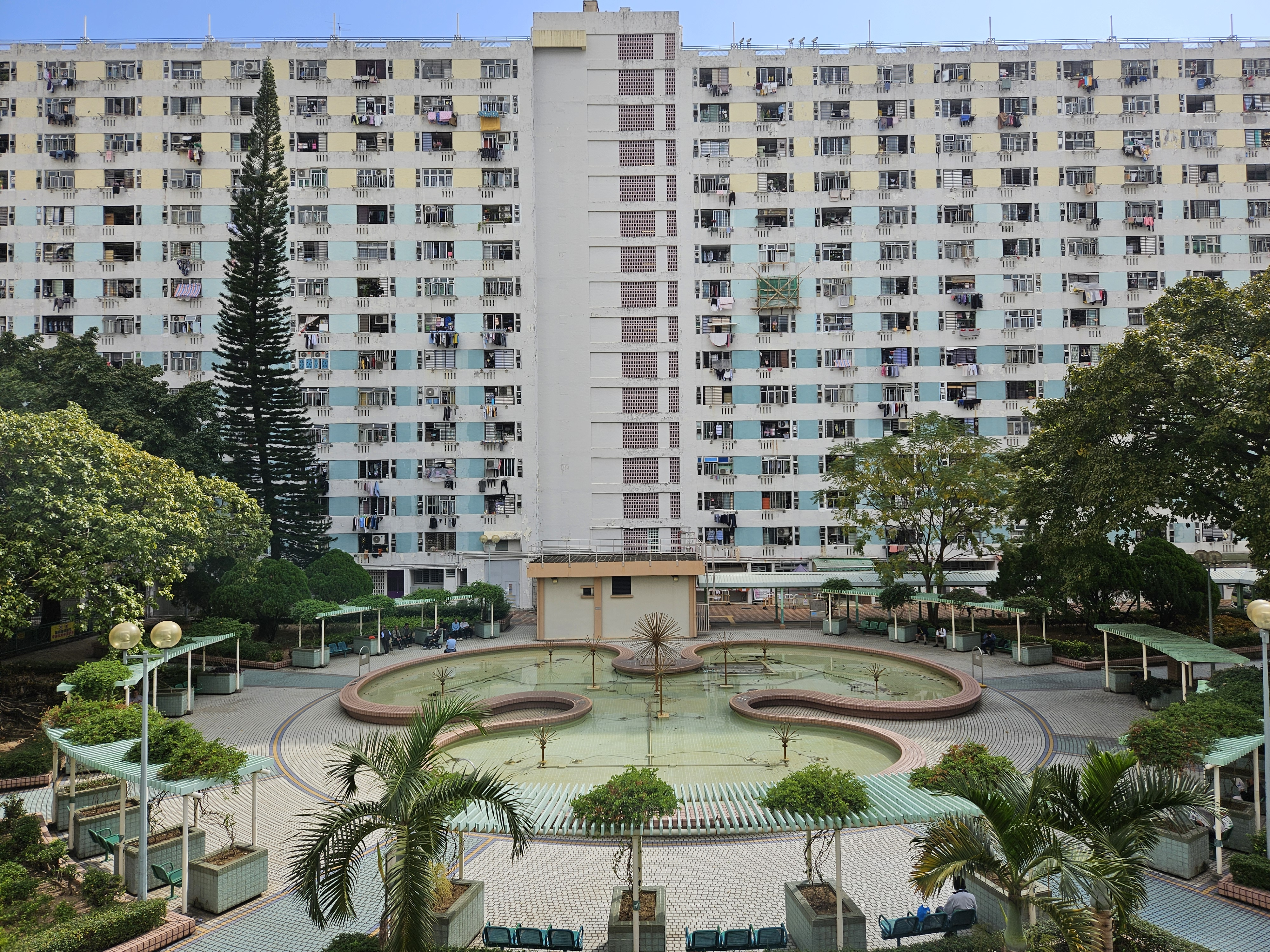
噴水池（2023年12月）

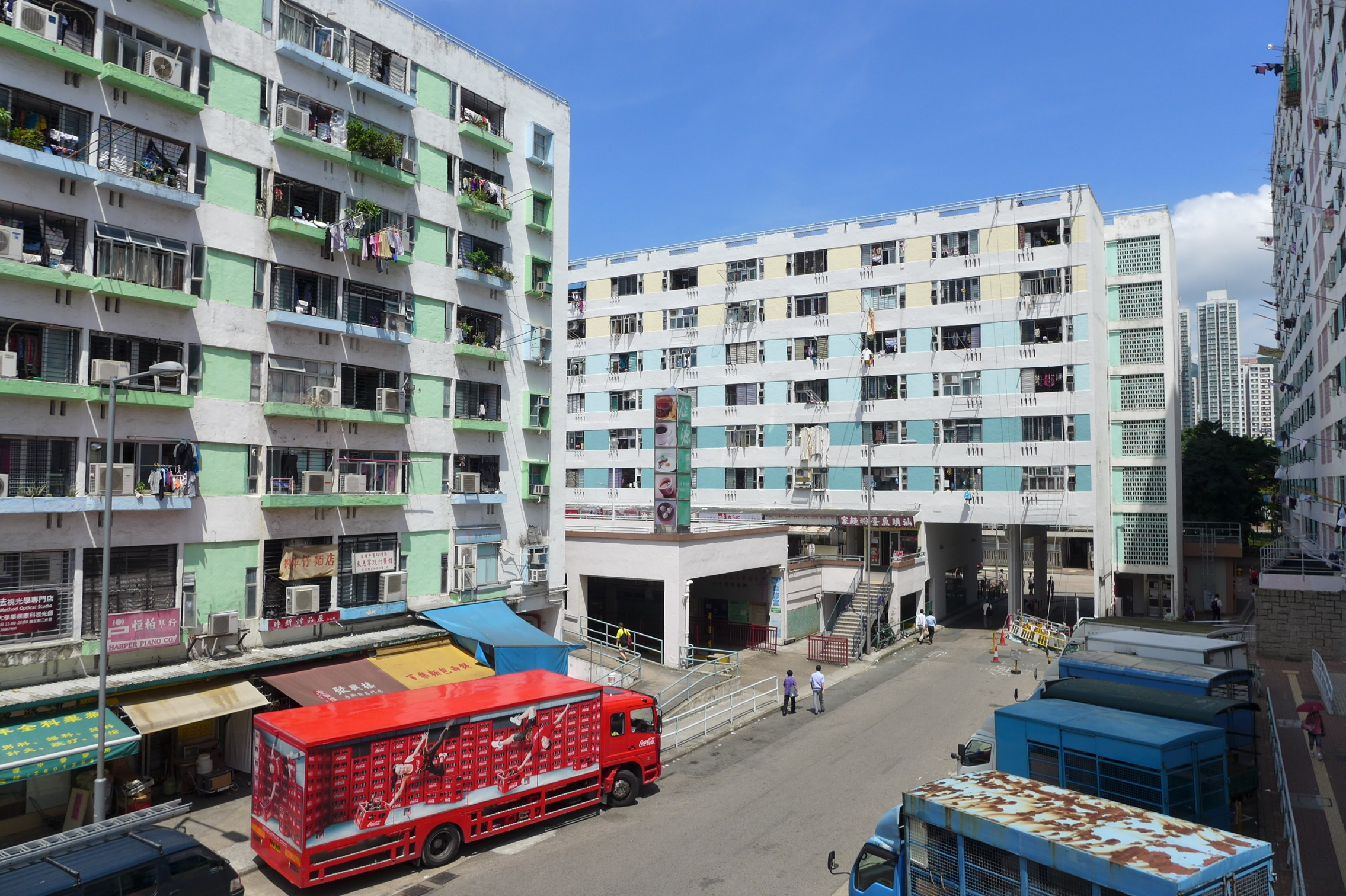
汽車通道（2014年5月）

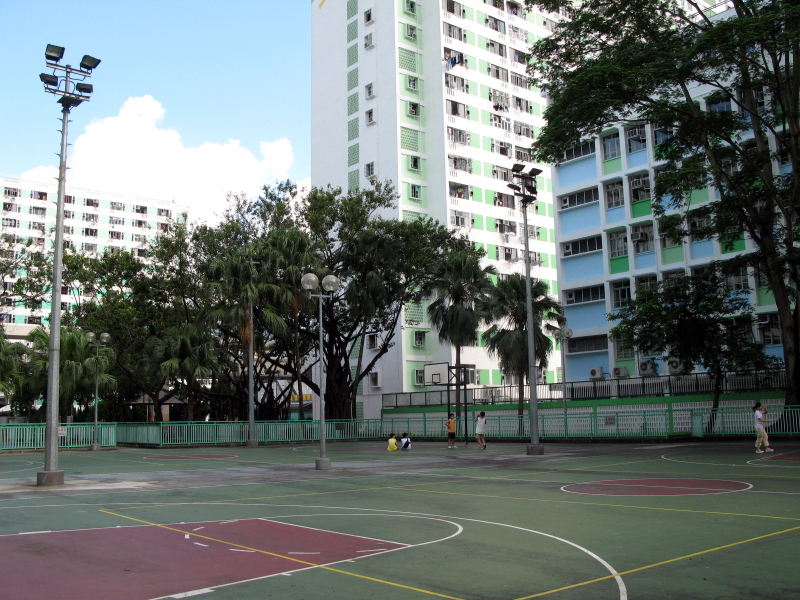
籃球場（2007年8月）

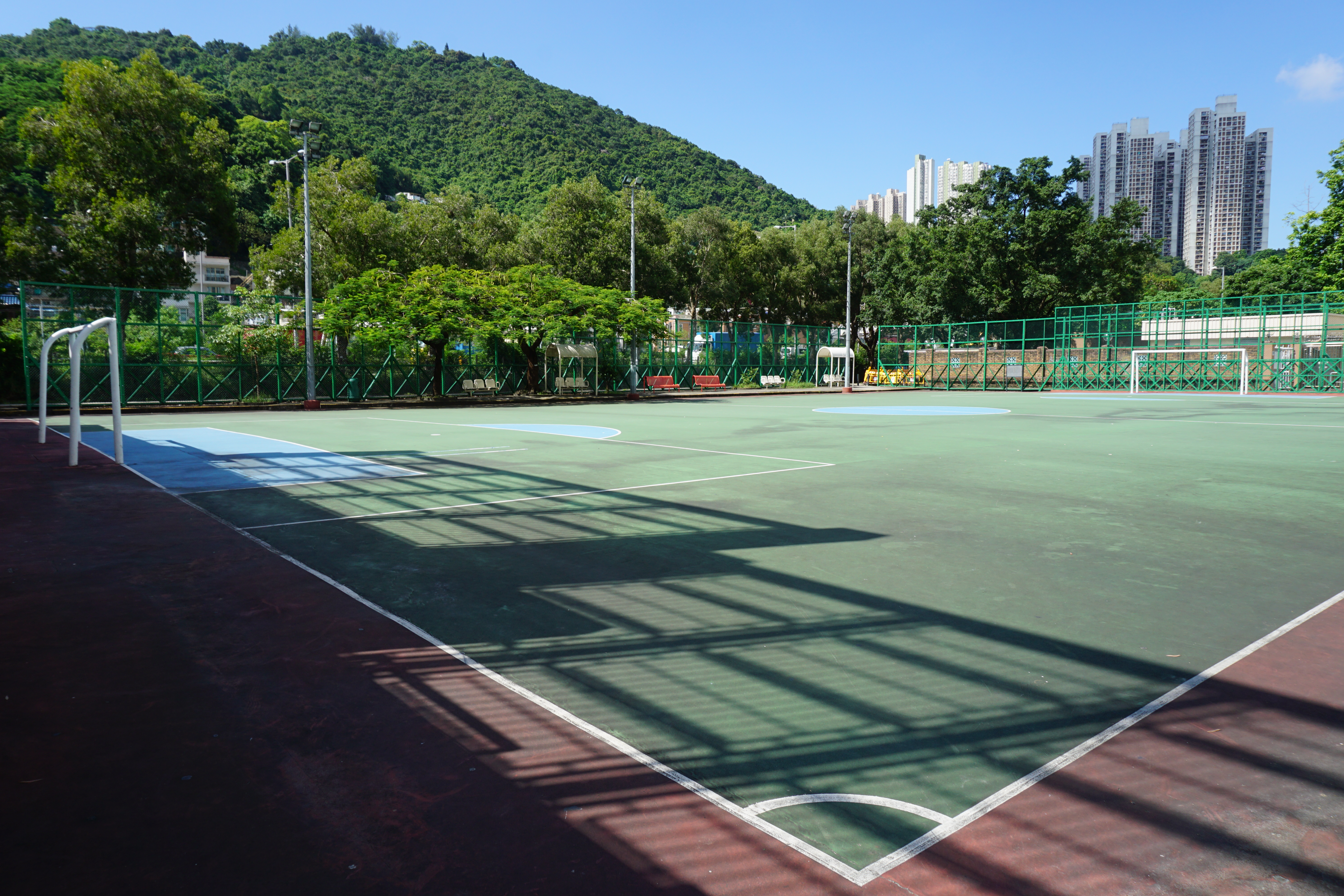
足球場

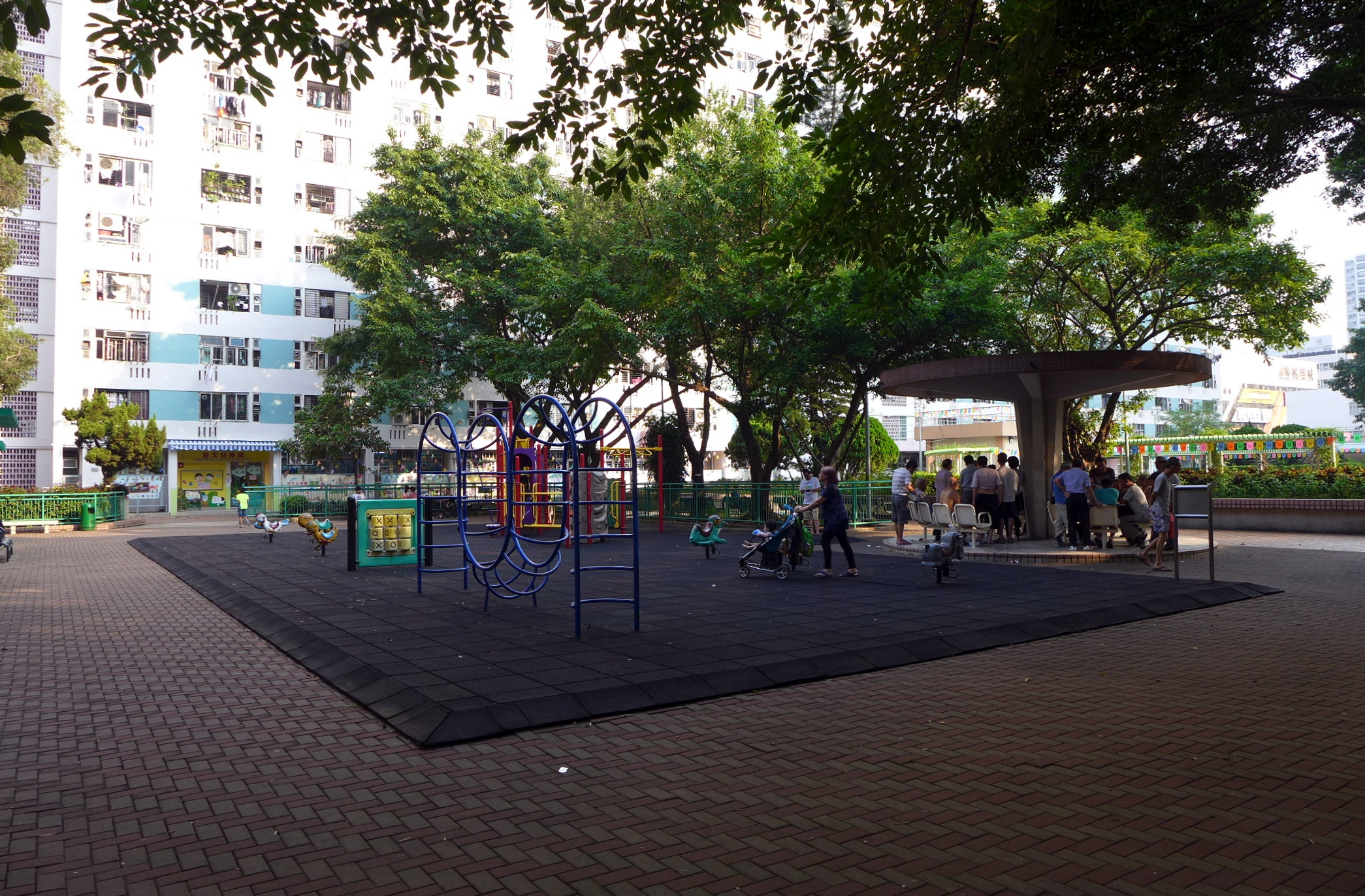
兒童遊樂場及涼亭

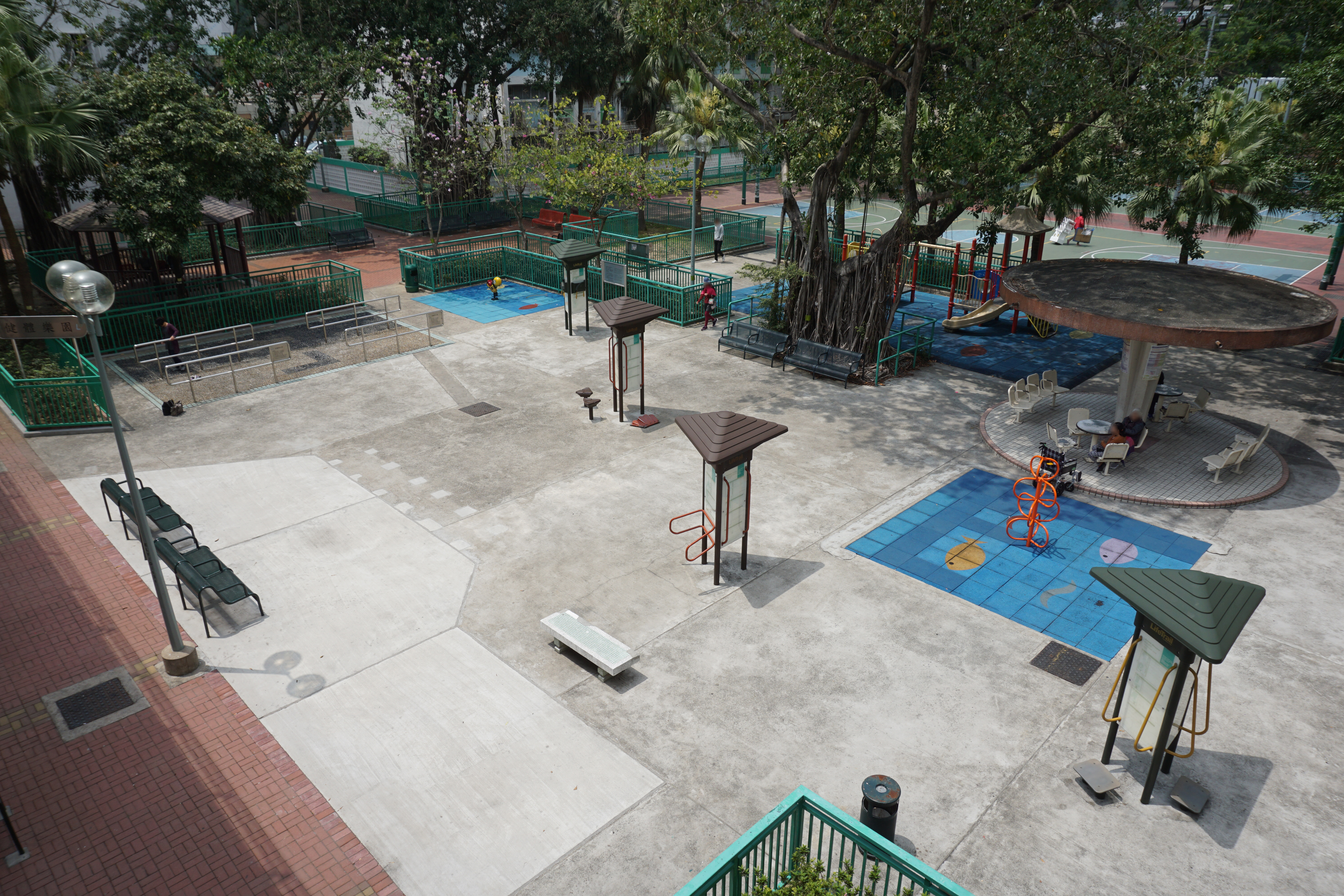
卵石路步行徑、健體區及兒童遊樂場（2）

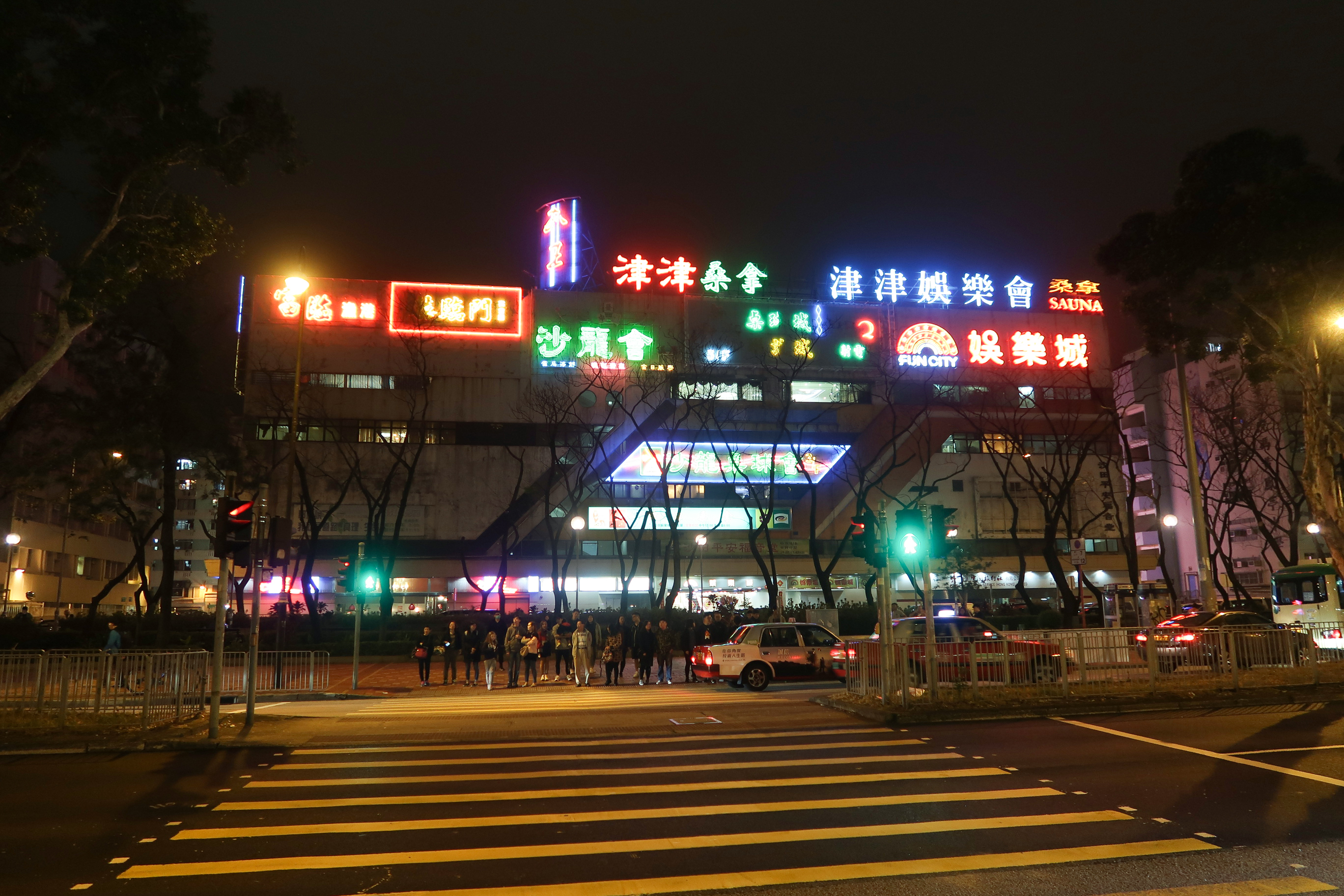
沙田娛樂城

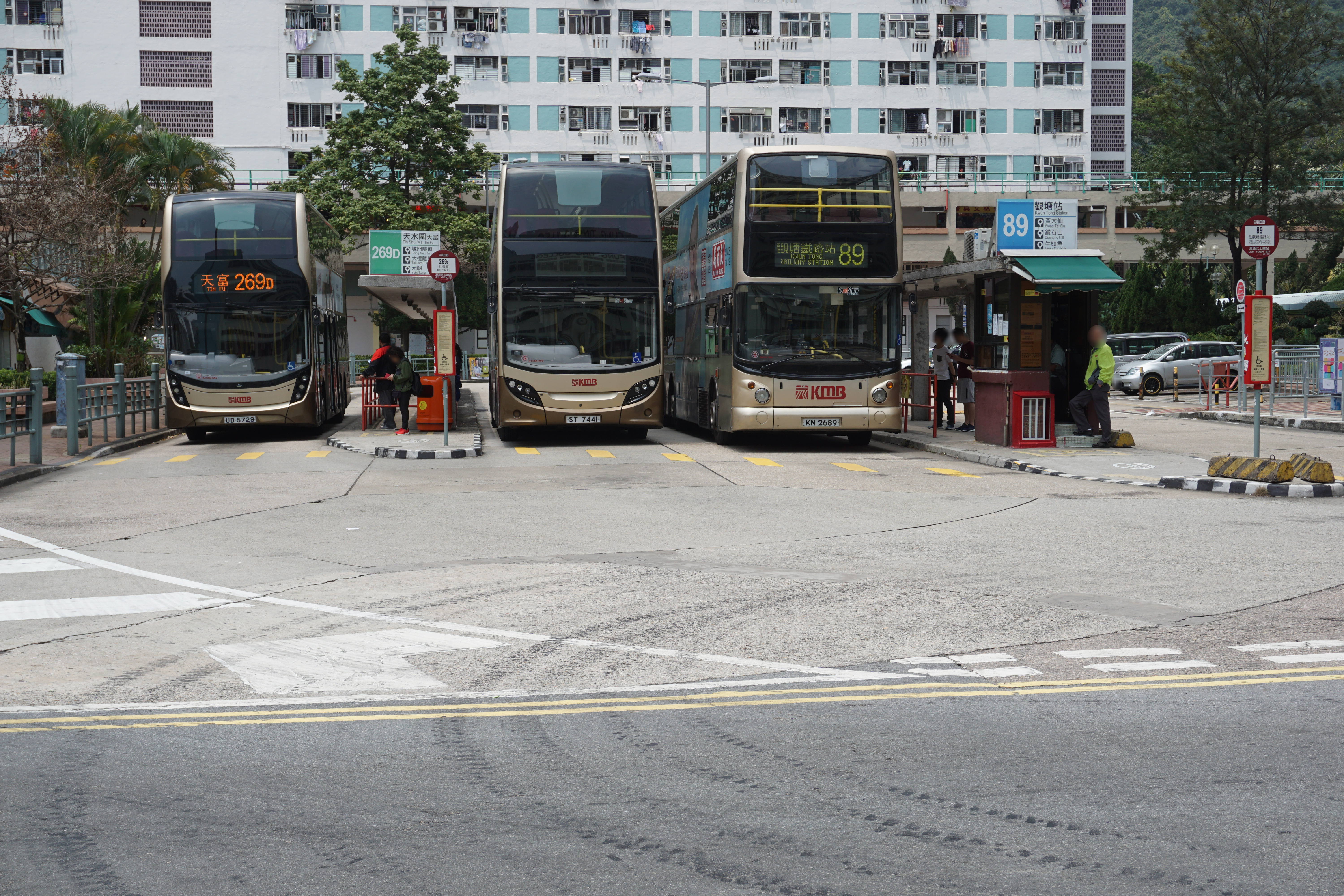
瀝源巴士總站（2017年4月）

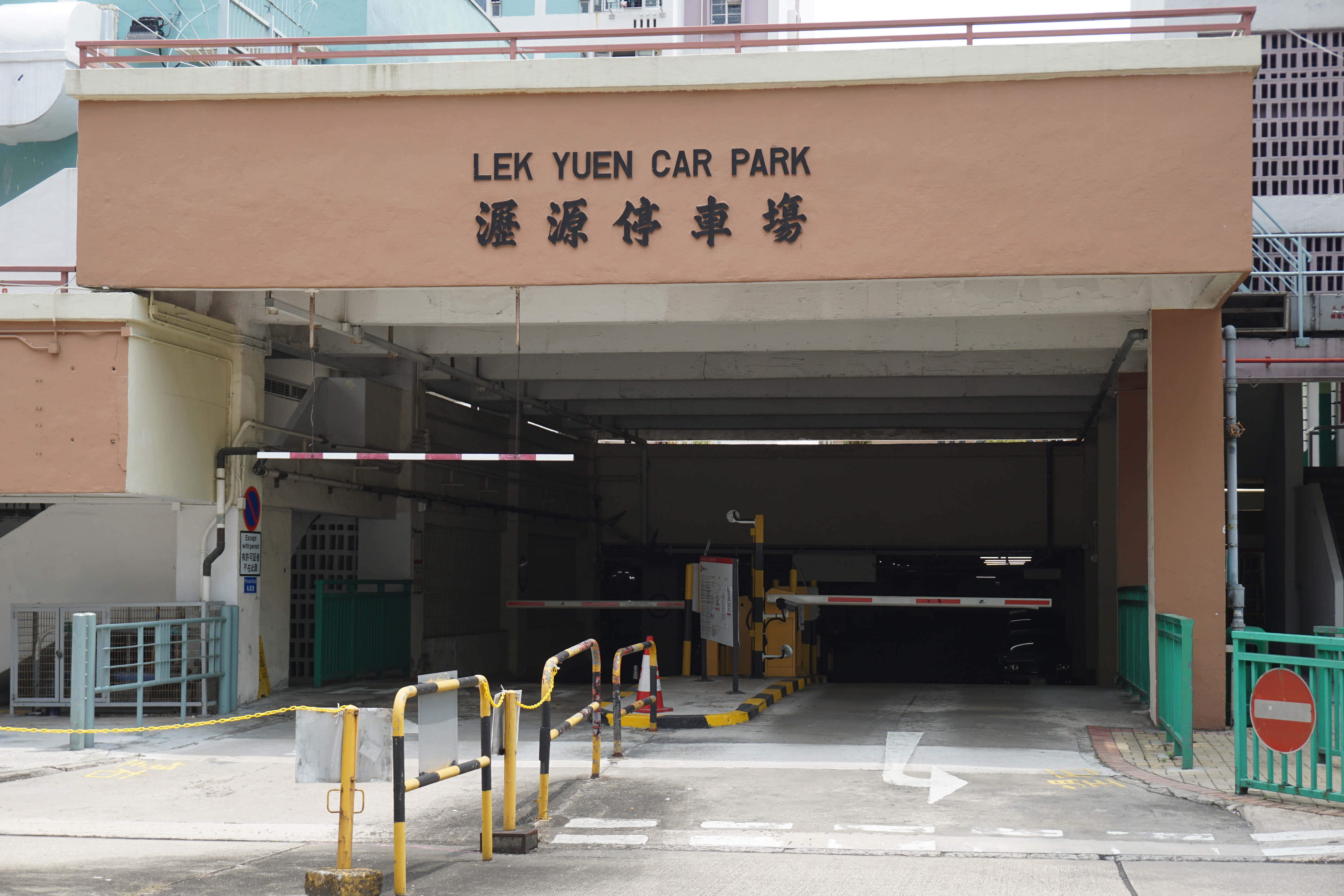
停車場

瀝源邨是沙田新市鎮首個公共屋邨，於1975年正式入伙，原址為沙田舊墟。1977年雅麗珊郡主訪港期間曾經到瀝源邨探訪居民；1979年王儲查理斯王子訪港，也到瀝源街市參觀，反映港英政府對本屋邨十分重視。

## 名稱來源
沙田地區本名「瀝源」，形容城門河口清澈的河水，範圍涵蓋除馬鞍山以外的沙田區大片地區，明朝時曾有「瀝源堡」之地名，清朝時區內村落亦組成瀝源九約。1899年，英國接管新界，一說英軍是翻越沙田坳進入瀝源地區，下山後到達的第一條鄉村為沙田圍，由於和當地村民言語不通，英軍誤將沙田圍之村名當成地區名稱並予以記錄，由此港英政府便將「沙田」作為包含整個城門河河口地區的主要地名，而「瀝源」之名也逐漸為後人所遺忘。多年後，港英政府發現錯誤，但「沙田」作為地名早已深入民心，難以變改，政府遂在發展沙田新市鎮時，將區內興建的第一條公共屋邨，命名為「瀝源邨」，以保存地區歷史，作為紀念。

## 地理位置

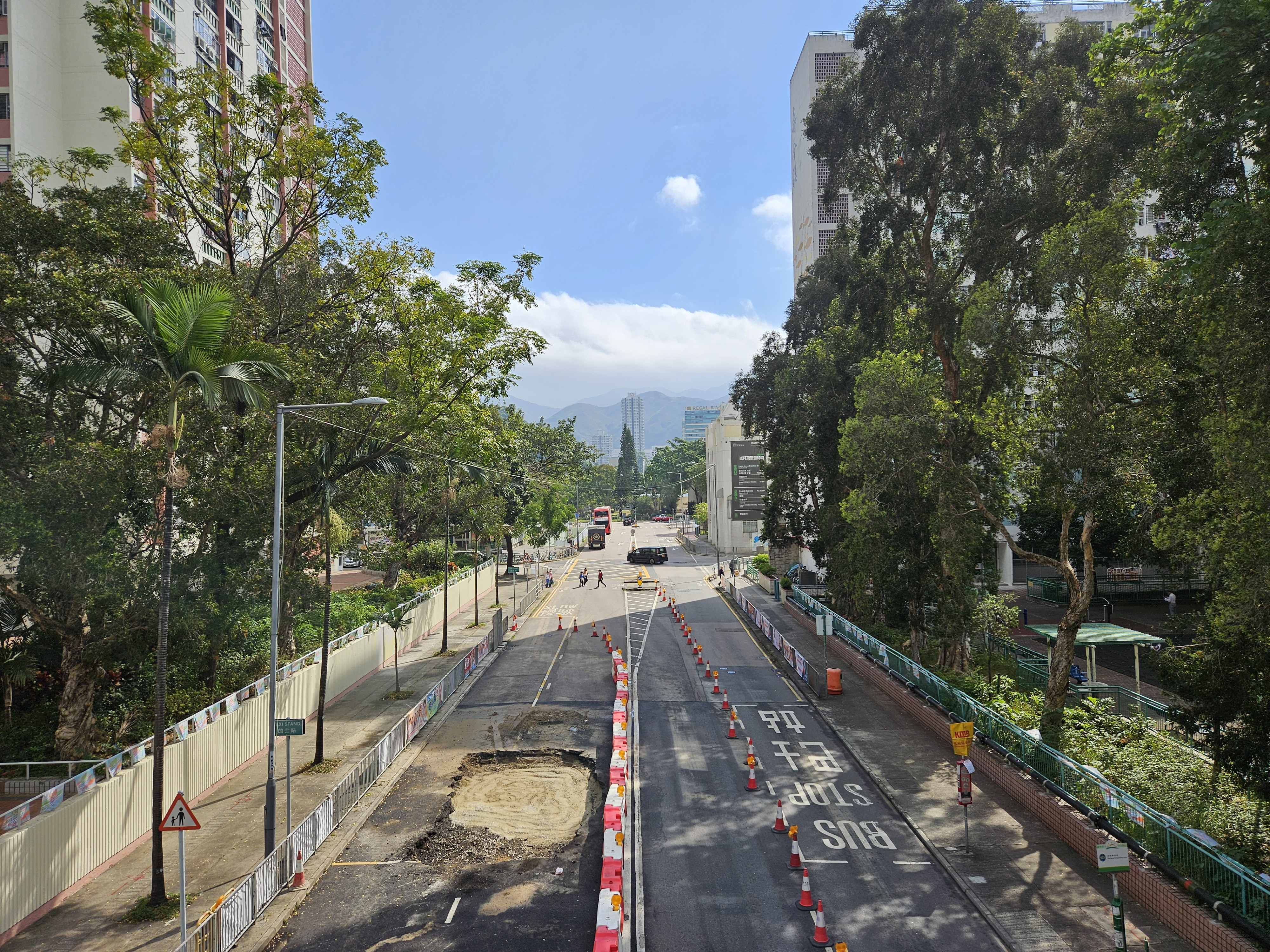
禾輋街

位於東鐵綫沙田站附近，處於好運中心（沙田鄉事會路）、源禾路體育館（源禾路）、禾輋邨（禾輋街）及大埔公路（沙田段）之間。

## 屋邨資料

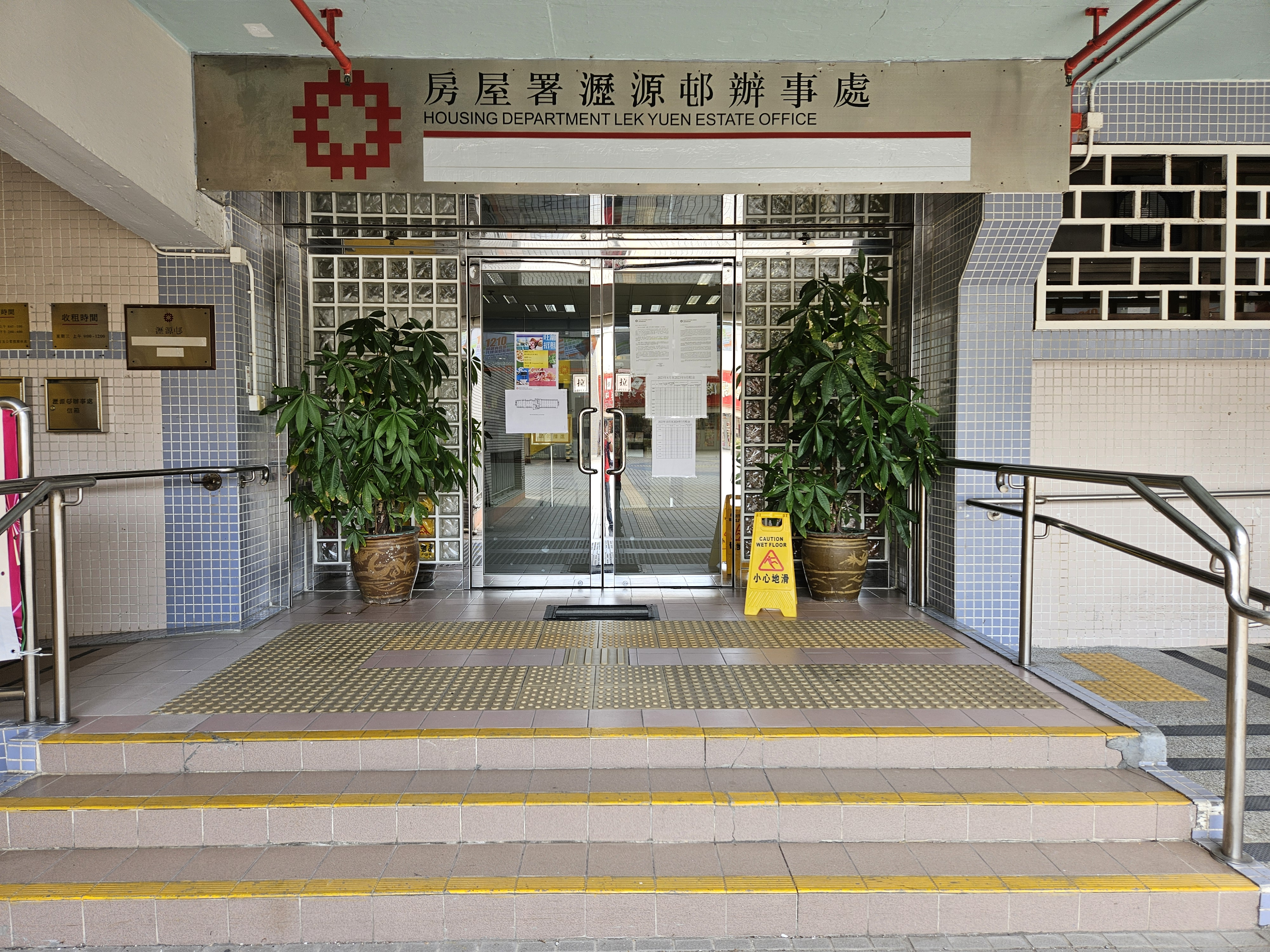
房屋署瀝源邨辦事處

瀝源邨設有第七型徙置大廈（算作舊長型）樓宇共7座，各樓高矮不一。1975年6月初，第六座（祿泉樓）及第七座（壽全樓）率先入伙 。1975年入伙時，瀝源邨樓宇已經同時以座號及中文名稱命名，並不是如某些網站及報章稱1990年代才有中文命名。中文字首分別為榮、華、富、貴、福、祿、壽。屋邨中央為廣闊的平台及噴水池，在噴水池後面有全港現時僅存的三支公告柱的其中一支。
瀝源邨入伙初期，沙田消防局由第一街搬往祿泉樓，佔祿泉樓地下、二樓及三樓共9,500平方呎的面積。直到新的分區消防局落成後才搬遷。
7座樓宇的外牆曾經在1991年、1997年、2006年及2014年進行油漆工程。此外，部份樓宇的外牆在90年代中曾進行改建。榮瑞樓地下更設有汽車通道預留結構，不過後期因規劃改變，預留結構早已改為房屋署辦事處。
瀝源邨入伙時，富裕樓及華豐樓均沒有升降機，房屋委員會其後在2011-2014年為這些樓宇安裝升降機。

### 公屋醜聞
於1980年代揭發的26座問題公屋醜聞，使香港房屋委員會發現全港共577座公共屋邨出現問題，當中包括瀝源邨榮瑞樓、華豐樓、富裕樓、貴和樓及福海樓，這些大廈混凝土強度分別只有約10MPa、12.88MPa、11.36MPa、11.95MPa及7.13MPa，遠低於標準。由於混凝土強度遠低於標準令樓宇結構有問題，承力牆結構不足以承受樓宇負荷，所以這些大廈需要作大型維修工程更換鋼筋及混凝土。

### 樓宇
| 樓宇名稱（座號）           | 樓宇類型                      | 落成年份 | 層數 | 每層伙數 | 每座單位總數（伙） | 建築師   | 承建商   | 提供升降機的廠商 （更新前） | 提供升降機的廠商 （更新後） |
| -------------------------- | ----------------------------- | -------- | ---- | -------- | ------------------ | -------- | -------- | --------------------------- | --------------------------- |
| 榮瑞樓（第1座）  | 舊長型大廈 （第七型徙置大廈） | 1975年   | 15   | 40       | 600                | 工務司署 | 宏昌建築 | 富士達 Superdyne (AC/2)     | 奧的斯 SPEC90 (VVVF)        |
| 華豐樓（第2座）  | 舊長型大廈 （第七型徙置大廈） | 1975年   | 8    | 40       | 320                | 工務司署 | 宏昌建築 | （不設升降機）              | 蒂森克虜伯 Evolution (VVVF) |
| 富裕樓（第3座）  | 舊長型大廈 （第七型徙置大廈） | 1975年   | 8    | 40       | 320                | 工務司署 | 宏昌建築 | （不設升降機）              | 蒂森克虜伯 Evolution (VVVF) |
| 貴和樓（第4座）  | 舊長型大廈 （第七型徙置大廈） | 1975年   | 15   | 40       | 600                | 工務司署 | 宏昌建築 | 富士達 Superdyne (AC/2)     | 奧的斯 SPEC90 (VVVF)        |
| 福海樓（第5座）  | 舊長型大廈 （第七型徙置大廈） | 1975年   | 22   | 40       | 840                | 工務司署 | 宏昌建築 | 富士達 Superdyne (AC/2)     | 奧的斯 SPEC90 (VVVF)        |
| 祿泉樓（第6座） （英語：Luk Chuen House） | 舊長型大廈 （第七型徙置大廈） | 1975年   | 15   | 40       | 600                | 工務司署 | 宏昌建築 | 富士達 Superdyne (AC/2)     | 奧的斯 SPEC90 (VVVF)        |
| 壽全樓（第7座） （英語：Sau Chuen House） | 舊長型大廈 （第七型徙置大廈） | 1975年   | 15   | 40       | 600                | 工務司署 | 宏昌建築 | 富士達 Superdyne (AC/2)     | 奧的斯 SPEC90 (VVVF)        |

粗體表示該樓宇牽涉26座問題公屋醜聞，其混凝土強度未達高層單位20.7MPa或低層單位31MPa的標準，但遲至1992年才被揭發。及後，承建商宏昌建築因而被房署追討430萬元賠償。

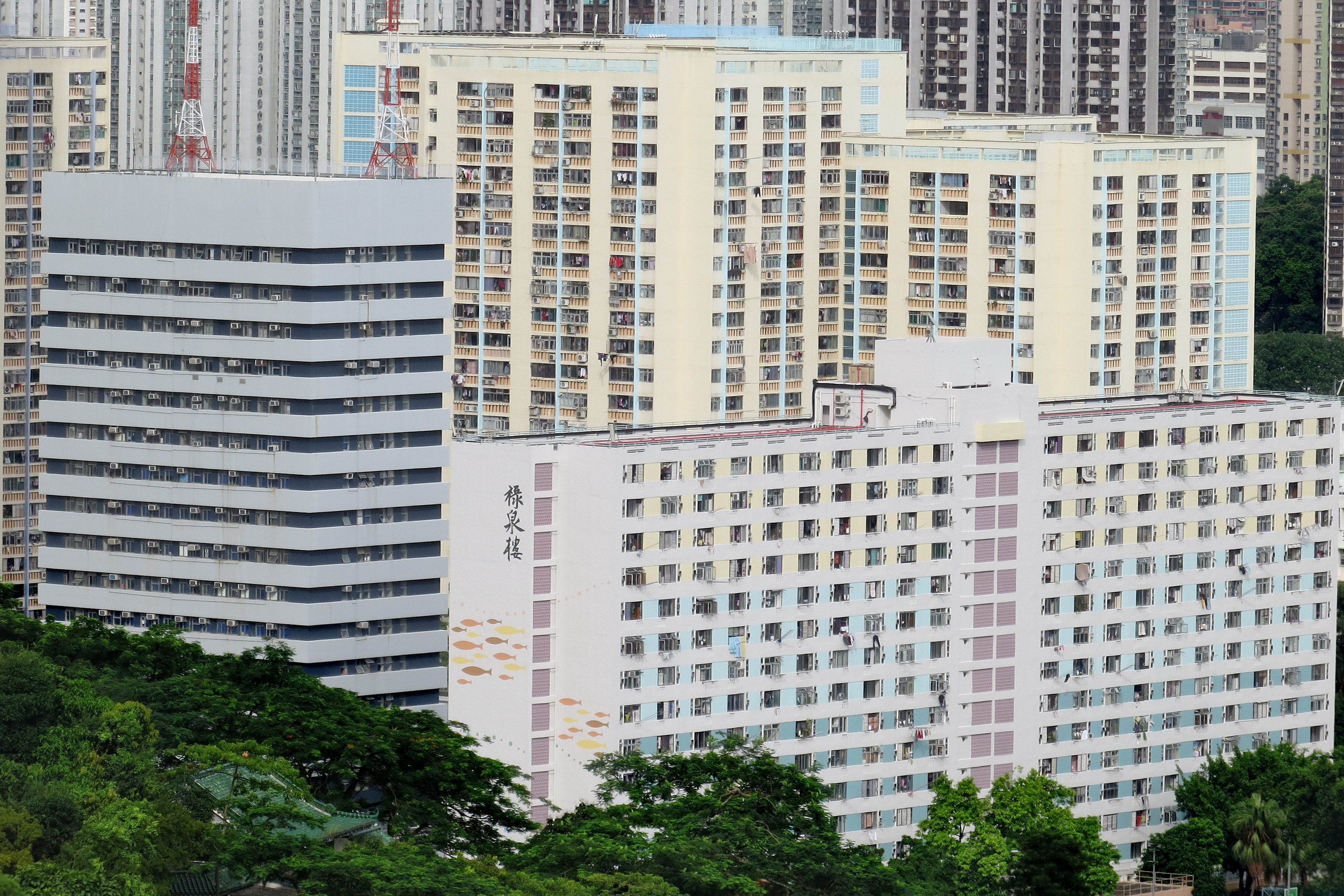
瀝源邨祿泉樓，左方建築物為沙田警署（2014年8月）
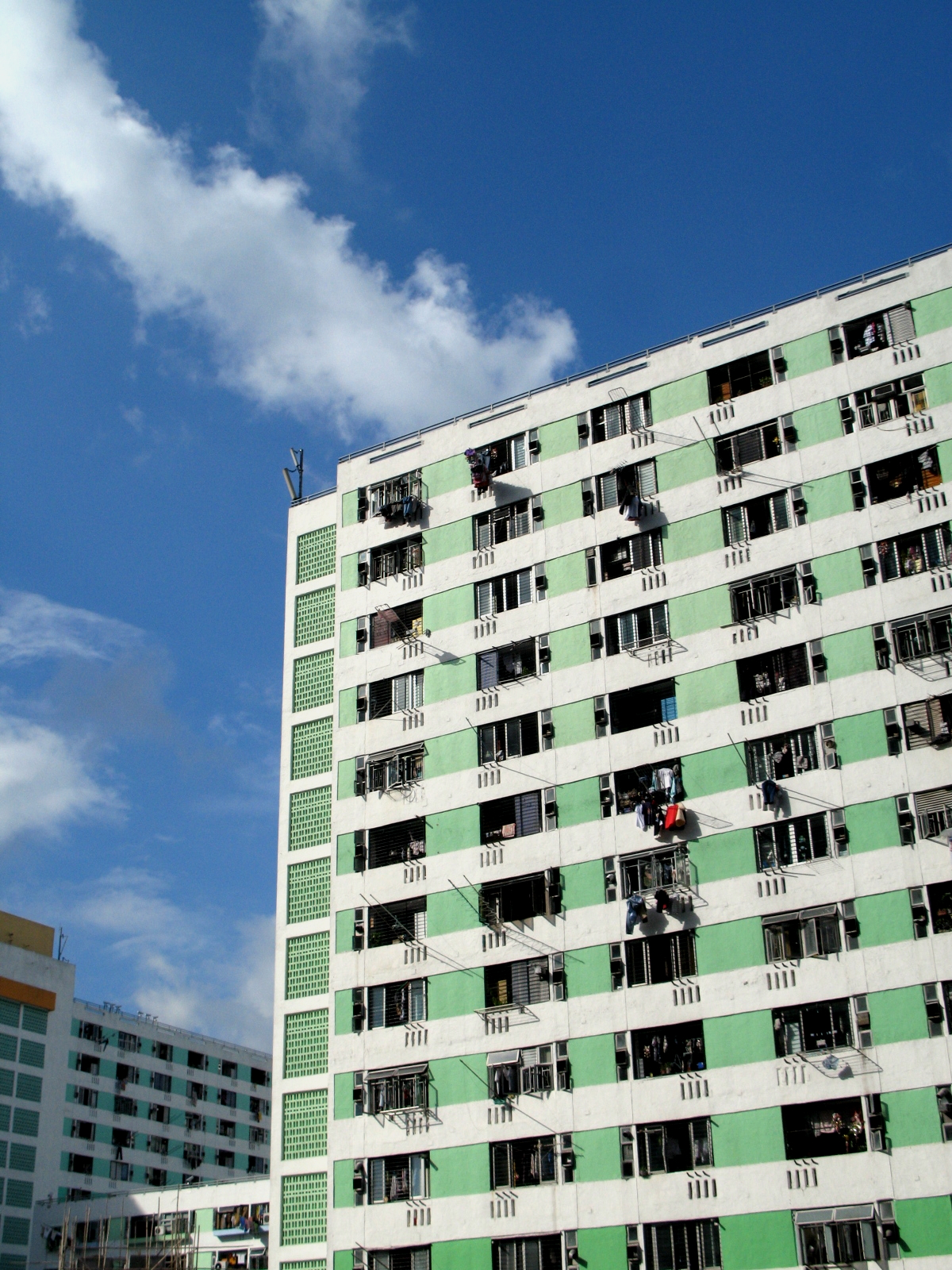
黃昏下的瀝源邨（2007年8月）
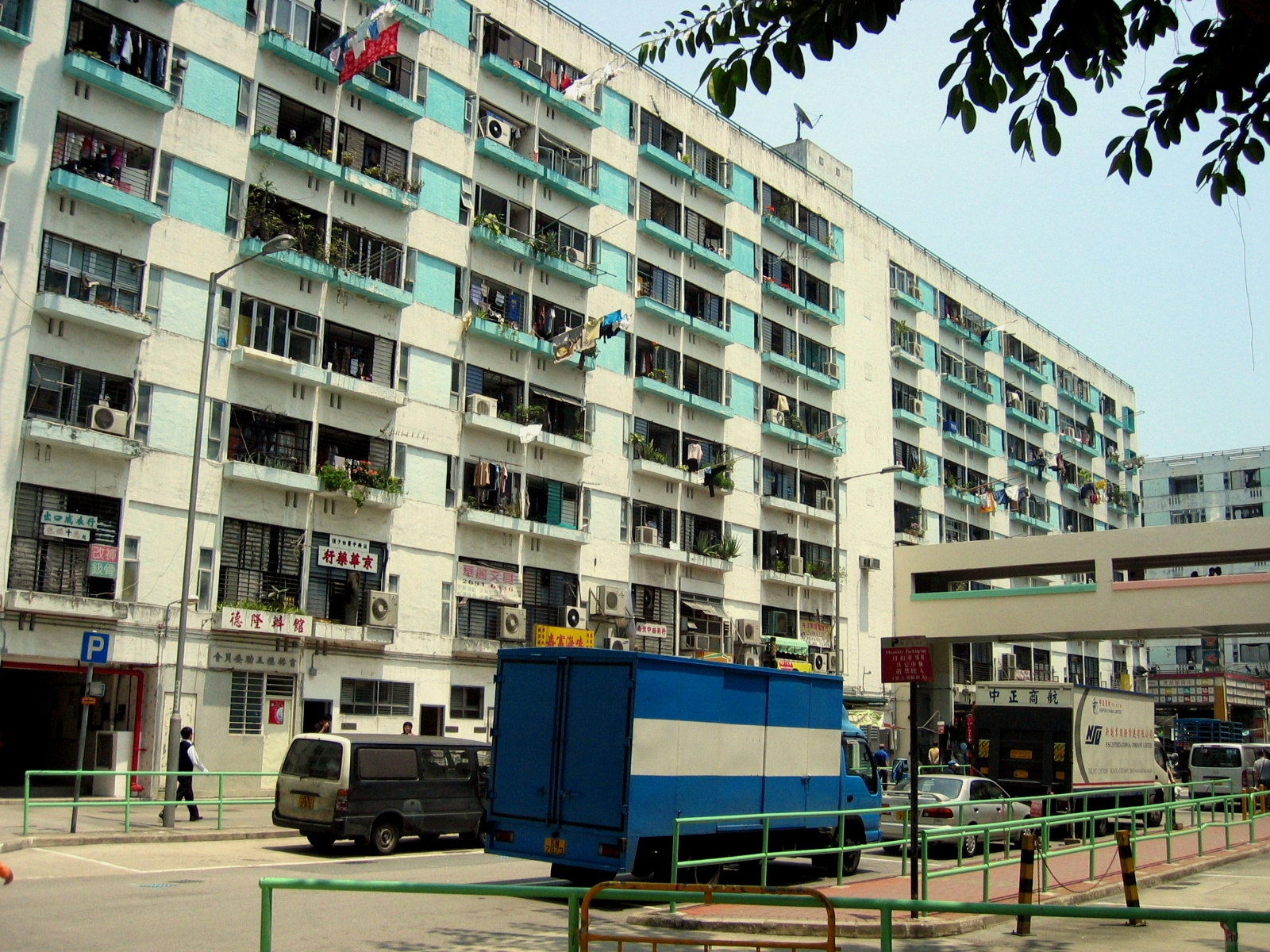
翻油前的富裕樓（2006年4月）
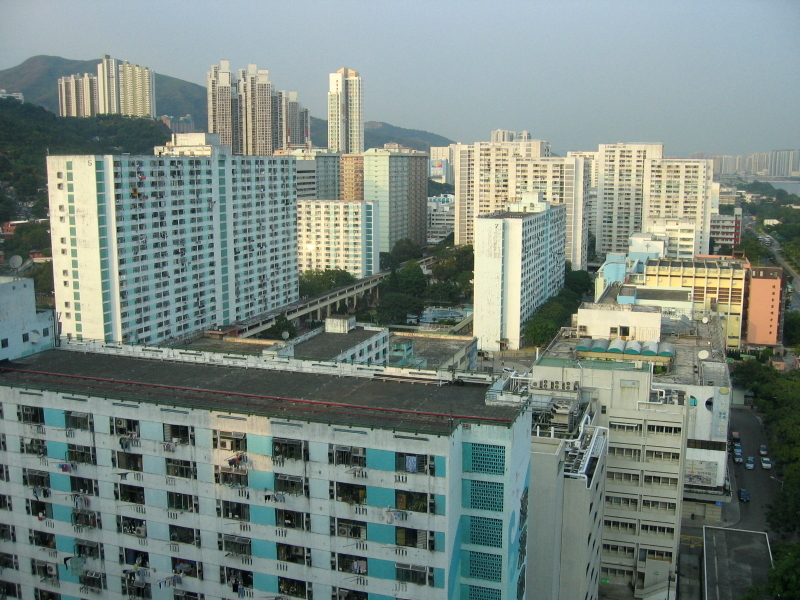
2005年11月的瀝源邨，當時大廈側面（左後及中後）尚未鬆上圖案
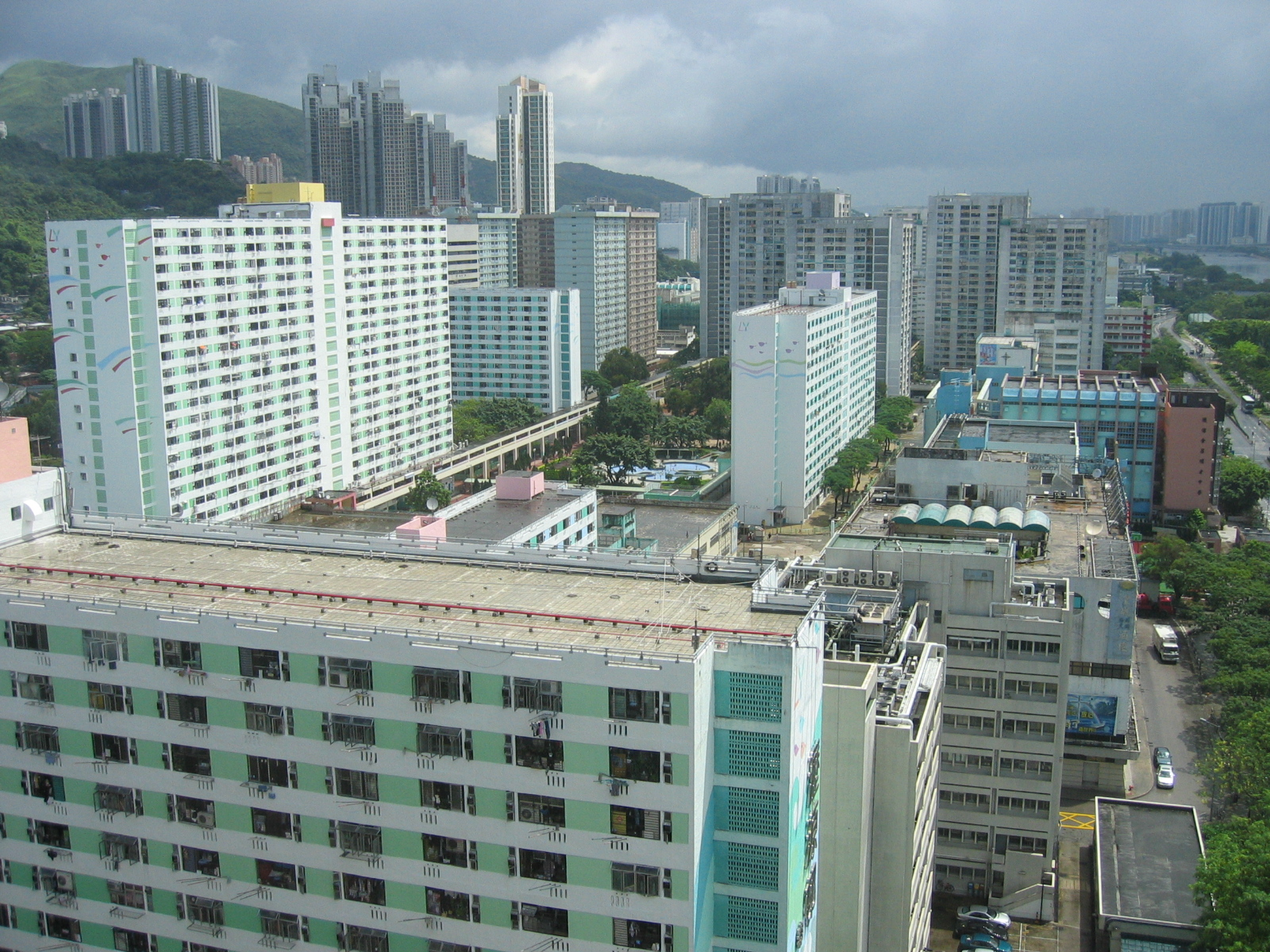
2006年7月的瀝源邨，當時沙田警署旁的宿舍（中後）尚未拆卸

## 教育

### 幼稚園
- 保良局瀝源幼稚園暨幼兒園 （页面存档备份，存于）（1977年創辦）（位於瀝源邨貴和樓2樓223-232室）

已結束
- 覺光幼稚園：1977年創辦，原址位於瀝源邨祿泉樓地下
- 慈光幼稚園：1975年創辦，原址位於沙田瀝源邨壽全樓地下，已於2023年7月停辦

### 小學
- 沙田崇真學校
- 聖公會主風小學

### 中學
- 浸信會呂明才中學
- 東華三院馮黃鳳亭中學

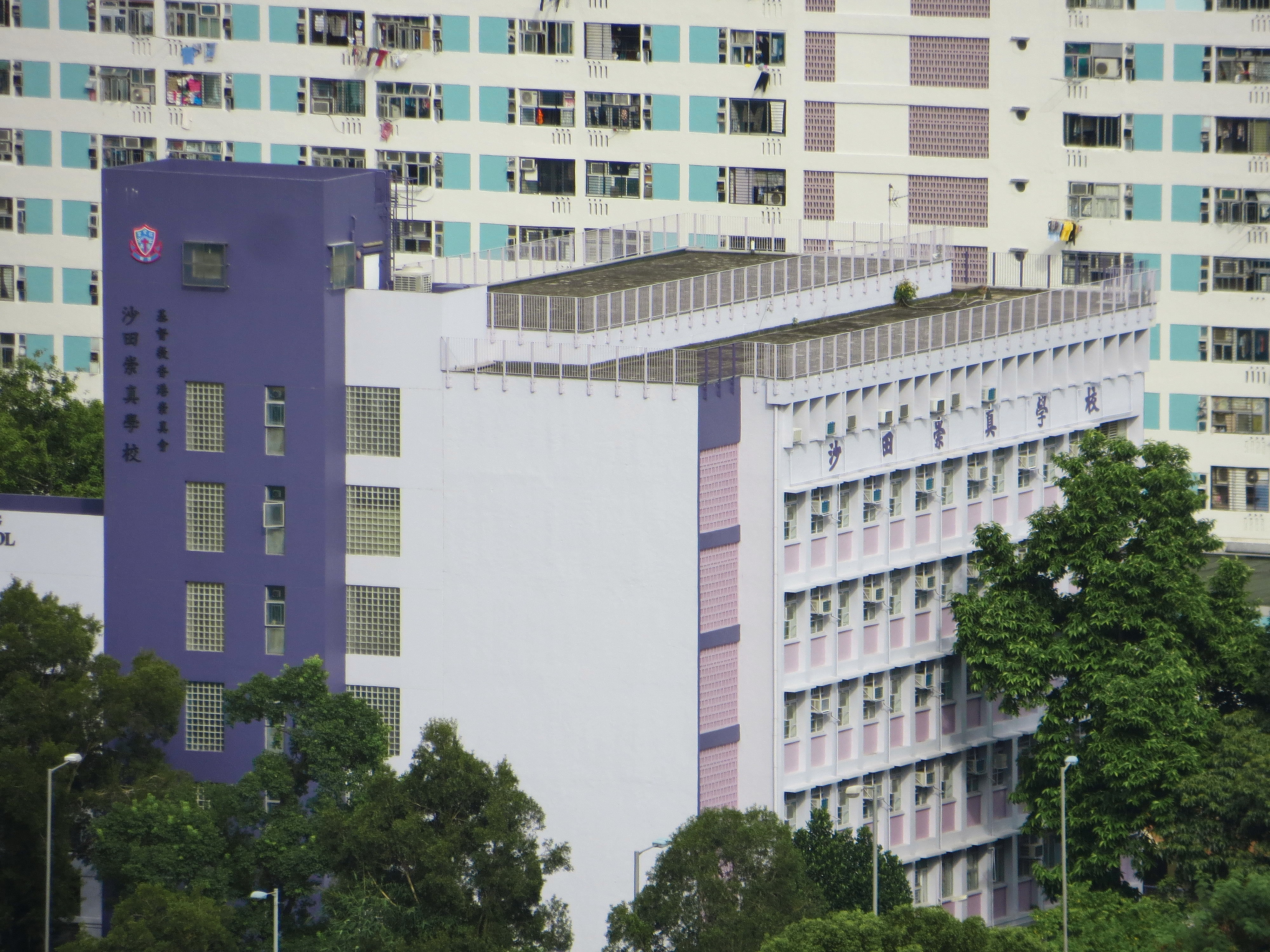
沙田崇真學校
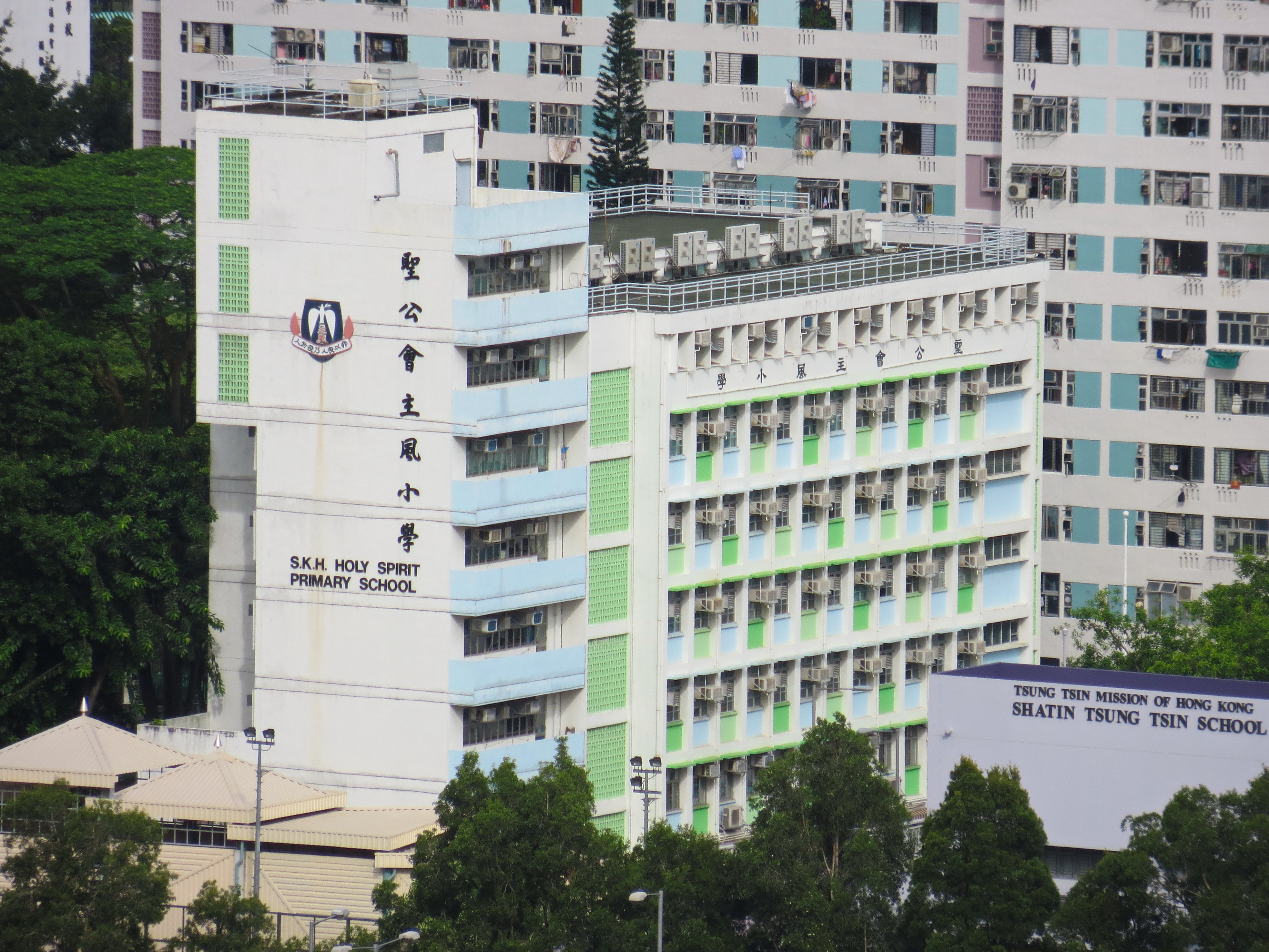
聖公會主風小學
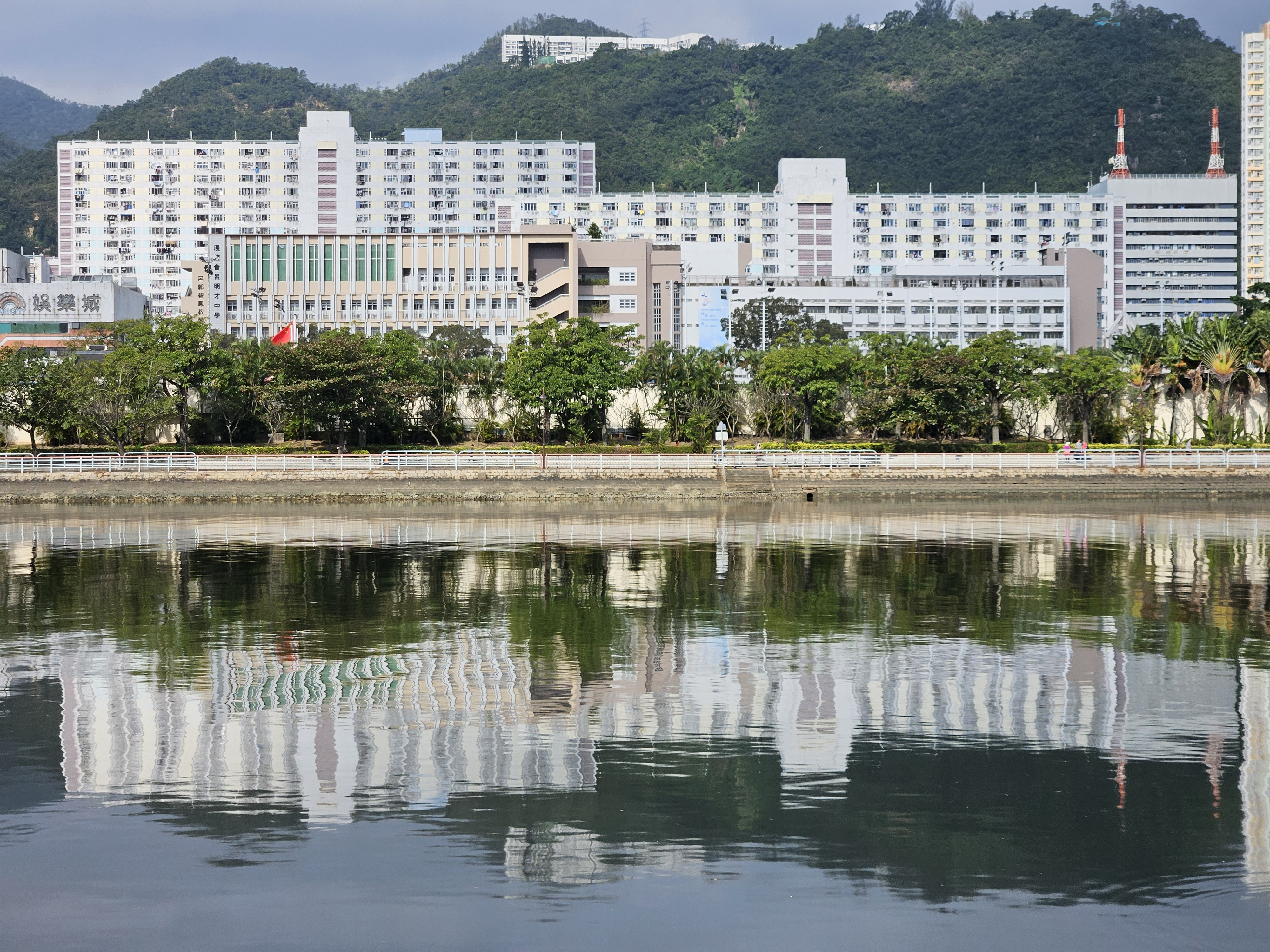
浸信會呂明才中學
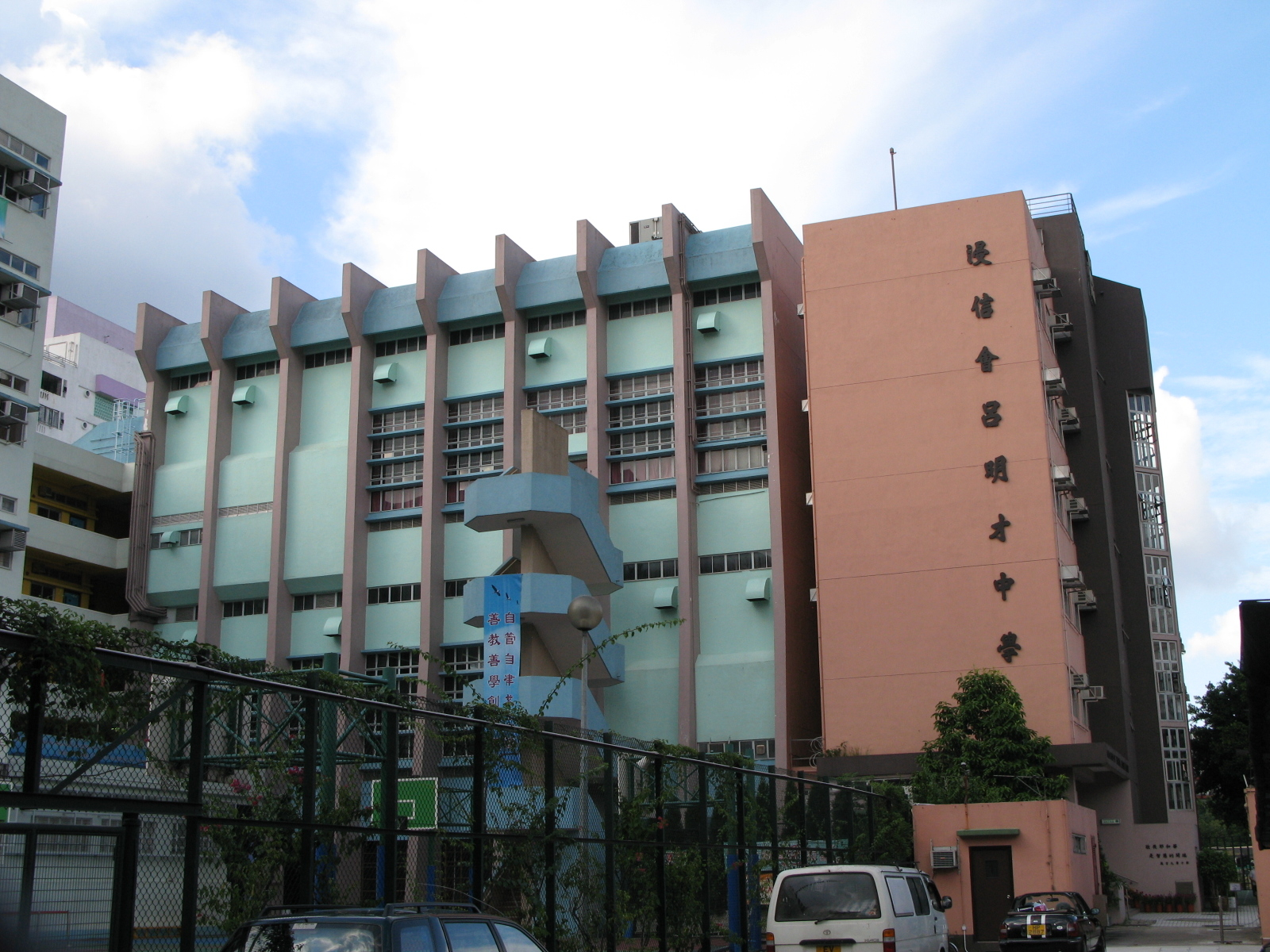
浸信會呂明才中學
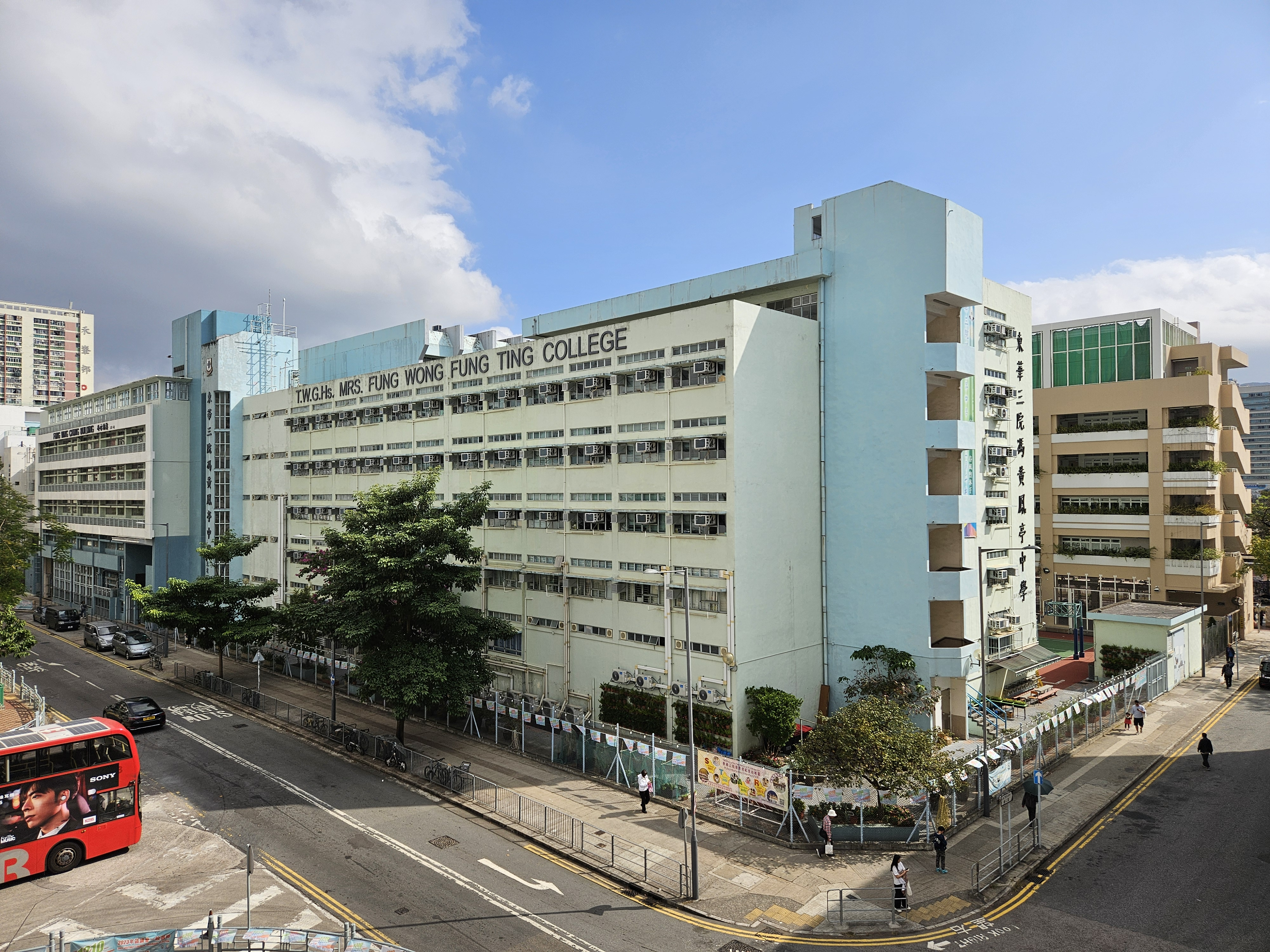
東華三院馮黃鳳亭中學

## 設施

### 商業設施
瀝源廣場於1976年落成，共分三層，可出租面積3,400平方米，早年商場最大租戶為「瑞榮百貨公司」、「興華酒樓」、「敦豪海鮮酒家」，後者更是連鎖飲食公司敦豪集團發跡地，其餘商舖大多以小型雜貨店為主，另有街市。到了1994年，瀝源商場進行擴建工程，當年在街市的天台新增了大型快餐店及大眾書局。在2005年開始，房委會將商場及停車場售予領匯房地產信託基金，領匯及後分階段為商場進行改建工程。工程包括將1988年起營業多年的「敦豪海鮮酒家」改建為U-Right佑威時裝店及快餐店，工程已在2007年7月完工。而2008年佑威全線結業後原位置改為現代教育，到2020年初結業。其中補習社底層改為Snap Fitness 24小時健身中心，而上層則為敦豪集團旗下的「青越亭」及「亞雞茶室」，意味著敦豪系食肆重返該處。而商場2樓亦於2008年2月完成重鋪地磚工程。
瀝源邨旁設有沙田娛樂城，租戶以酒樓，桑拿會和教會為主，不過人流偏低。
瀝源街市在2018年3至7月亦進行翻新。居民批評街市翻新後仍然保留原有的水泥地，積水很多。而內部裝修與過去差別不大。領展指「有關情況涉及部分濕貨檔戶的運作」，未有回應為何街市只作基本翻新。

### 社區服務設施
瀝源社區會堂禮堂面積307平方米，約可擺設200座位，另有會議室、羽毛球場及乒乓球桌等。瀝源公共圖書館1977年11月24日啟用，位於貴和樓地下101-110室。此外，榮瑞樓及沙田娛樂城之間設有瀝源母嬰健康院。

### 社區設施
- 2個籃球場
- 1個足球場
- 花園
- 噴水池
- 兒童遊樂場

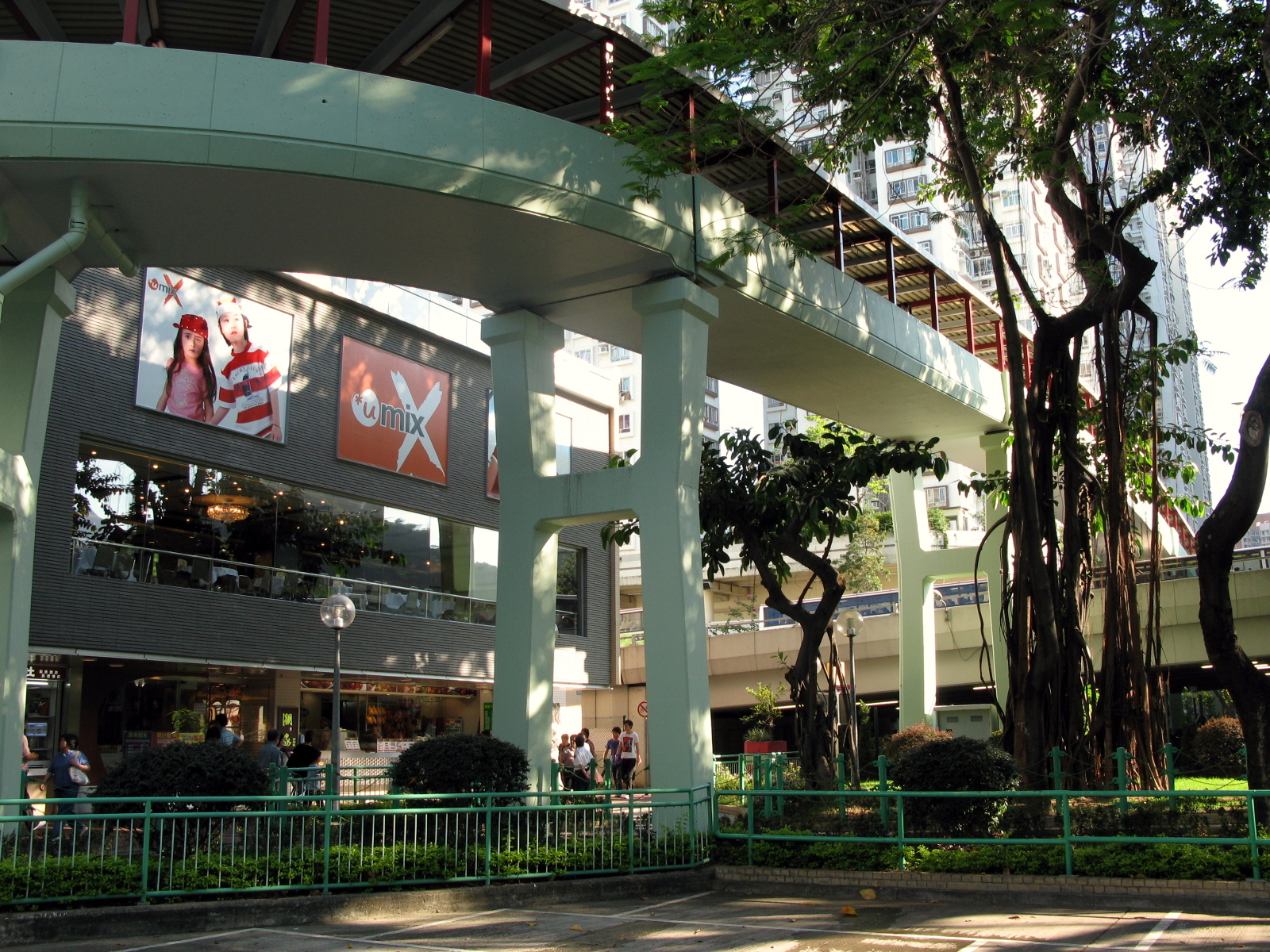
連接好運中心的天橋
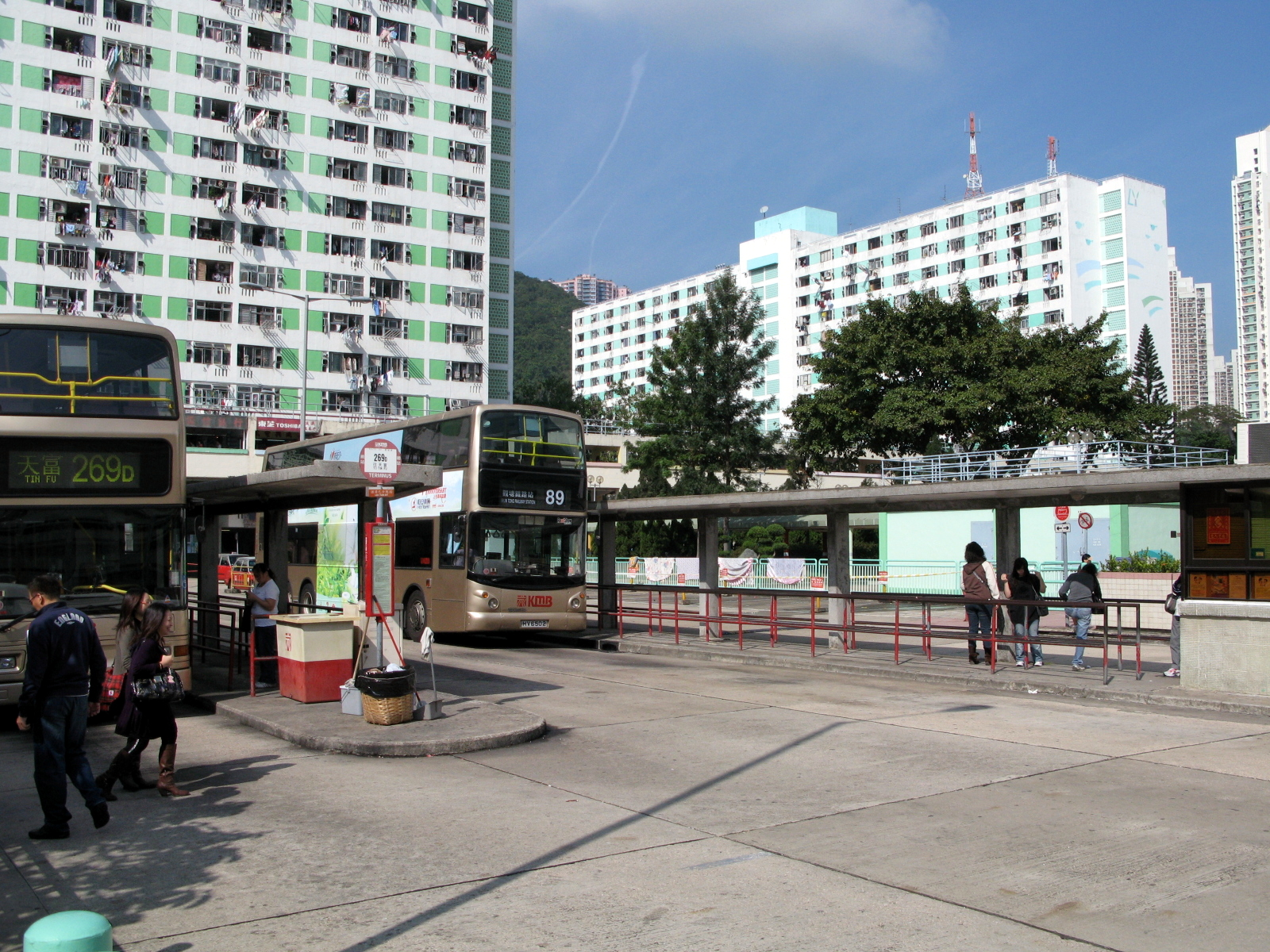
瀝源邨巴士總站（2009年）
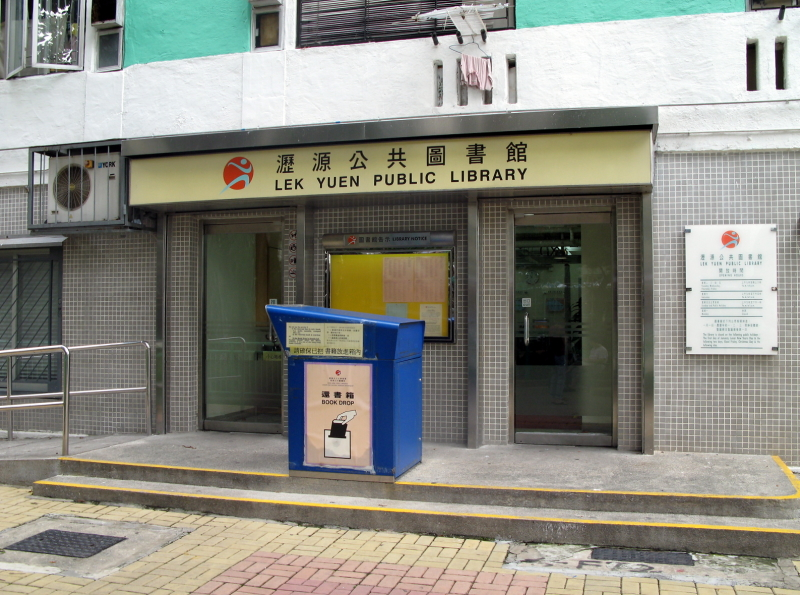
瀝源公共圖書館
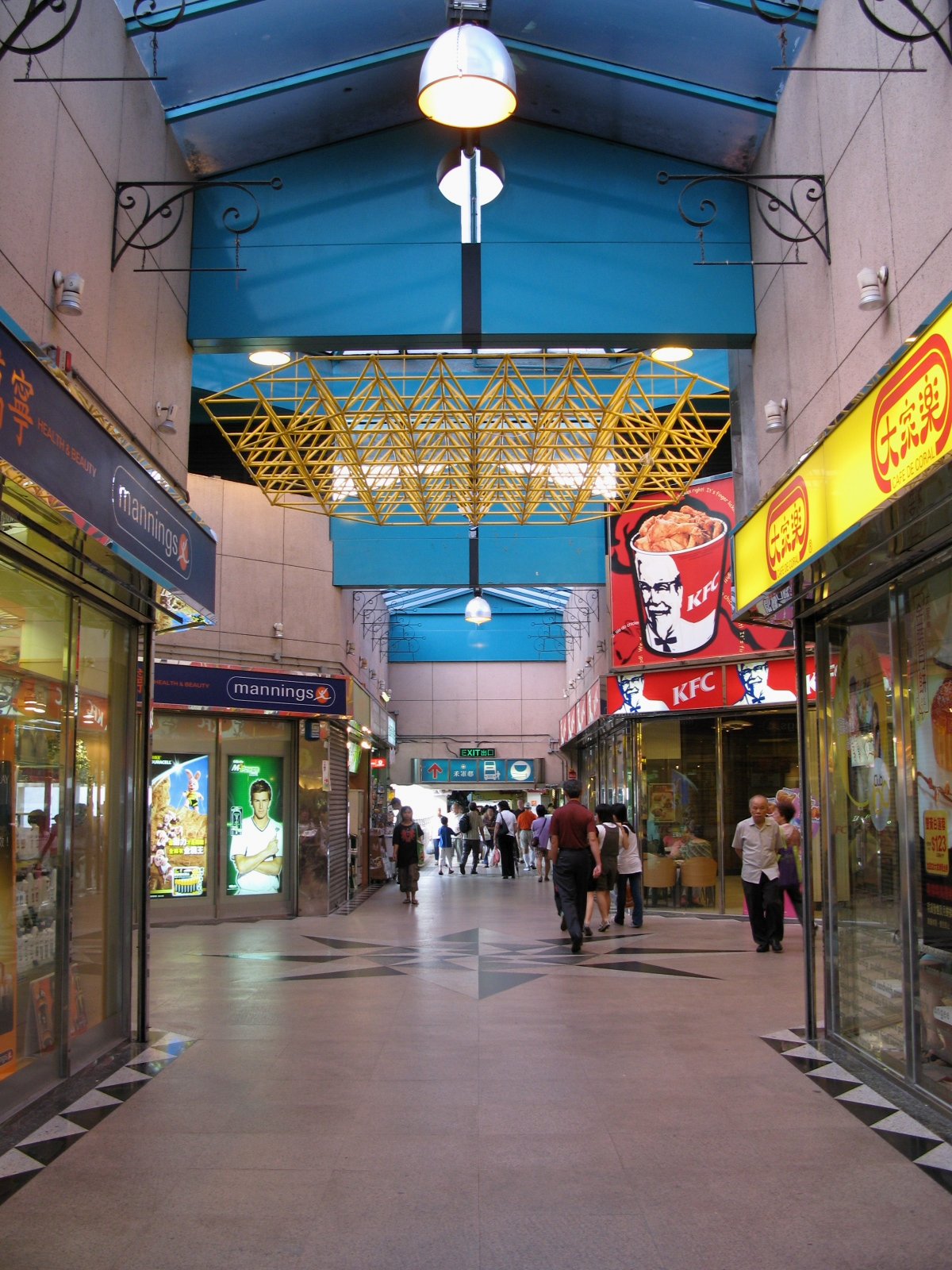
瀝源商場（新翼）
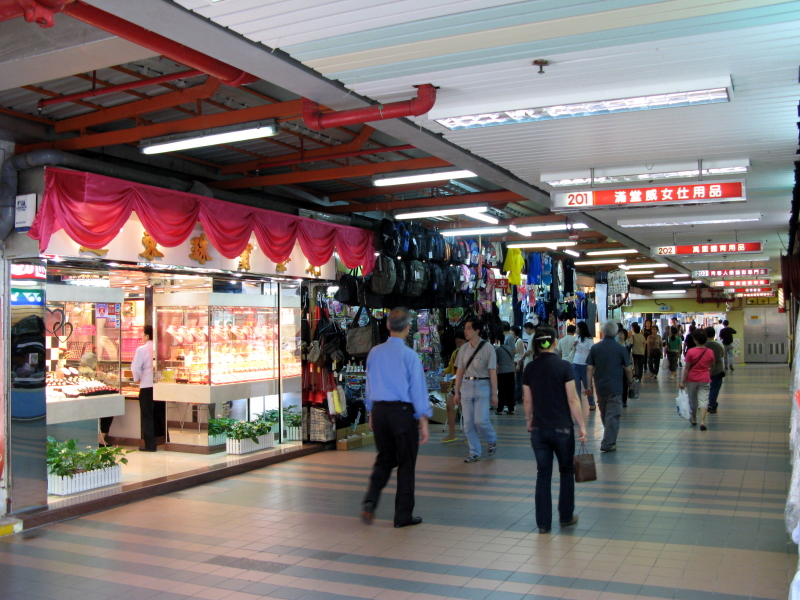
瀝源商場（舊翼）
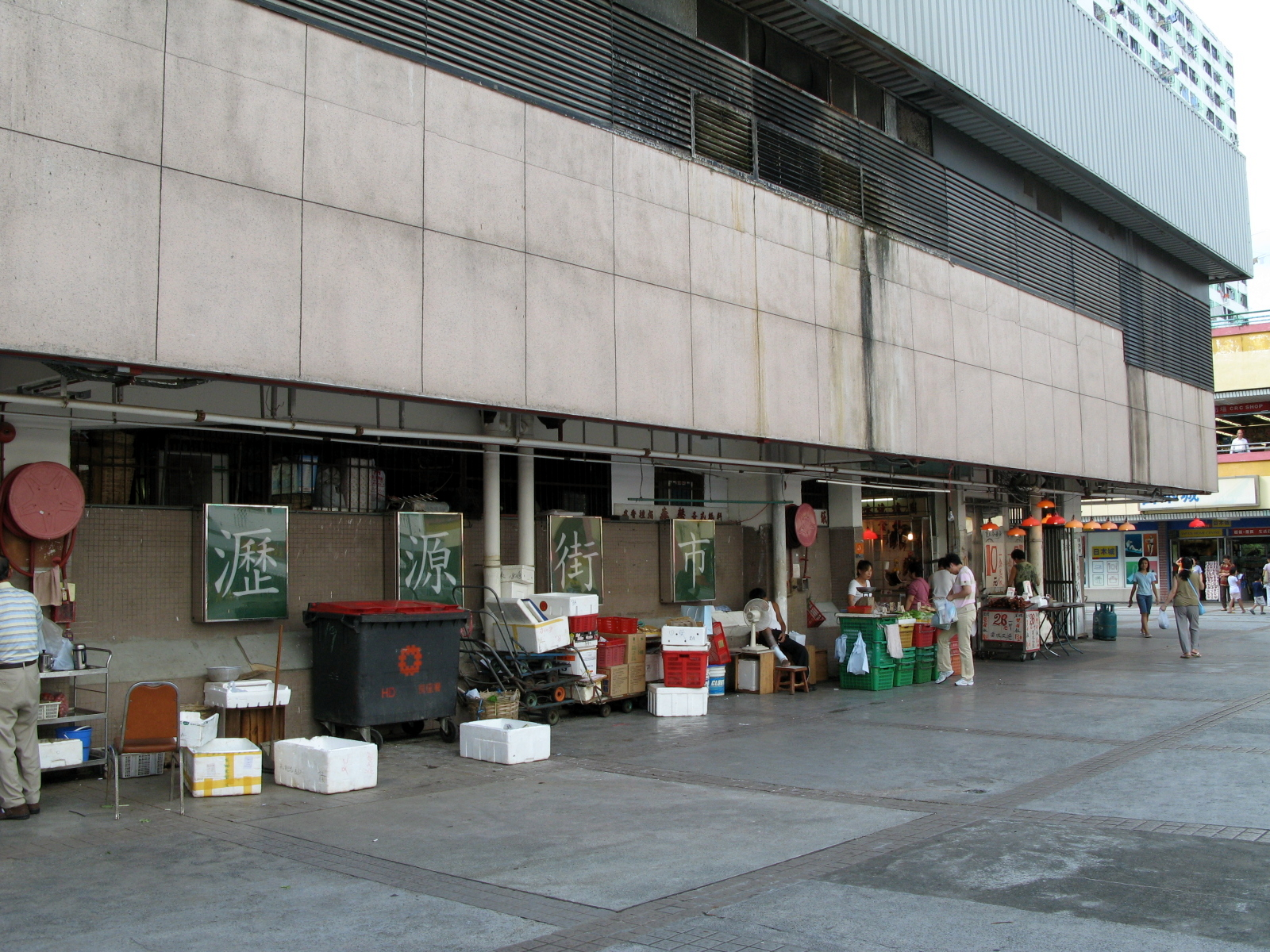
瀝源街市外貌（2007年）
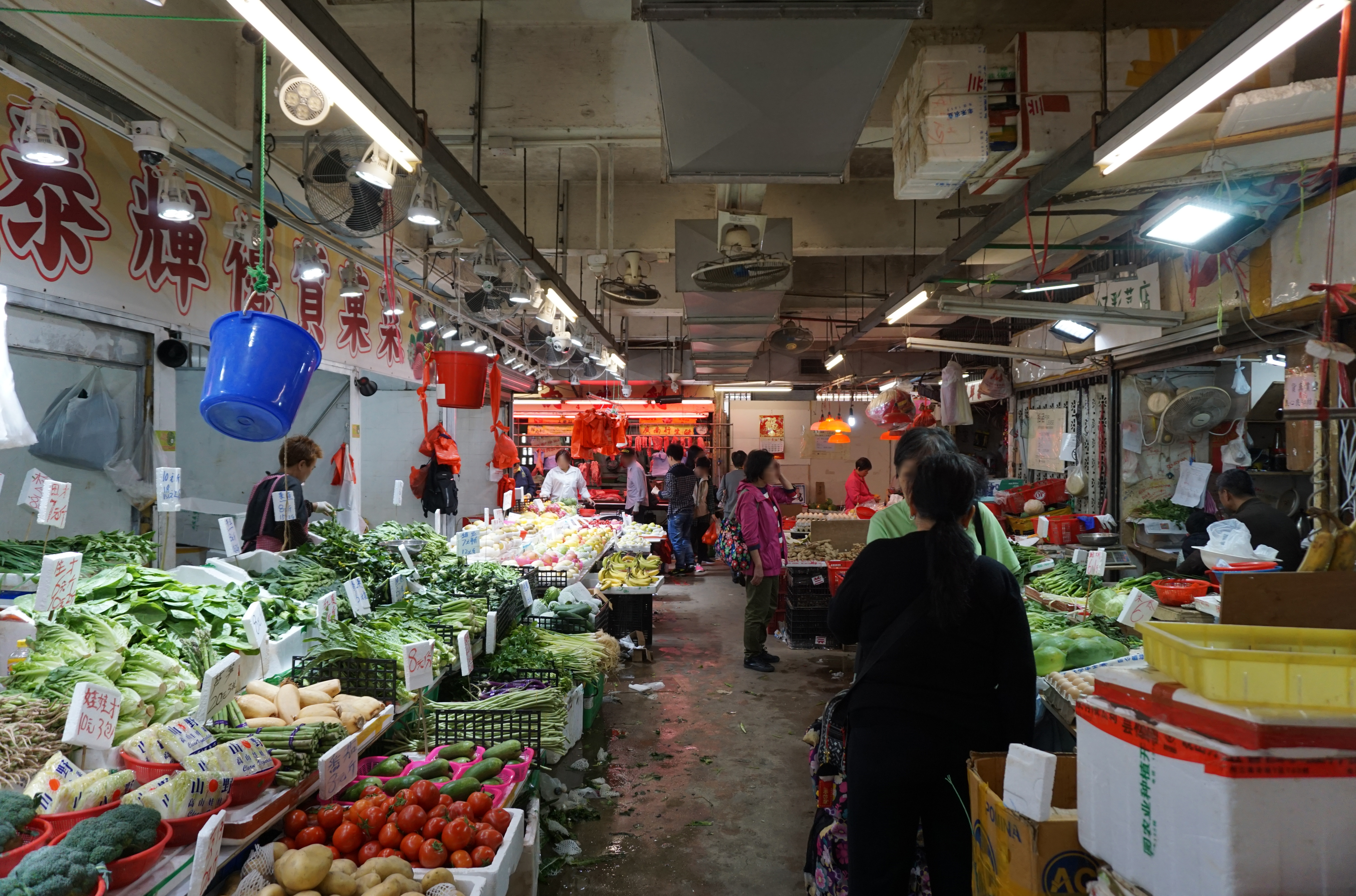
翻新前的瀝源街市（2017年）
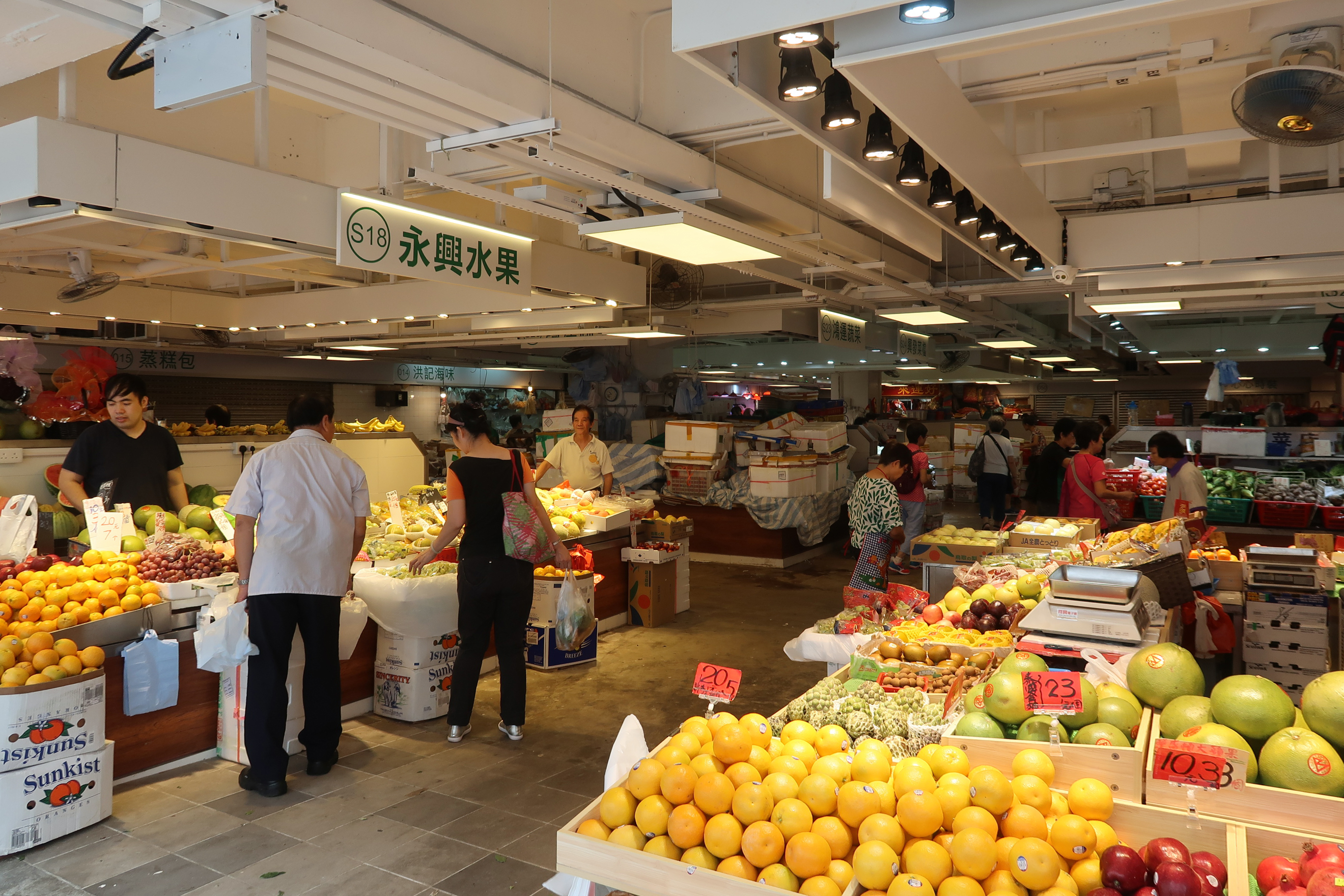
2018年經簡單翻新後的瀝源街市
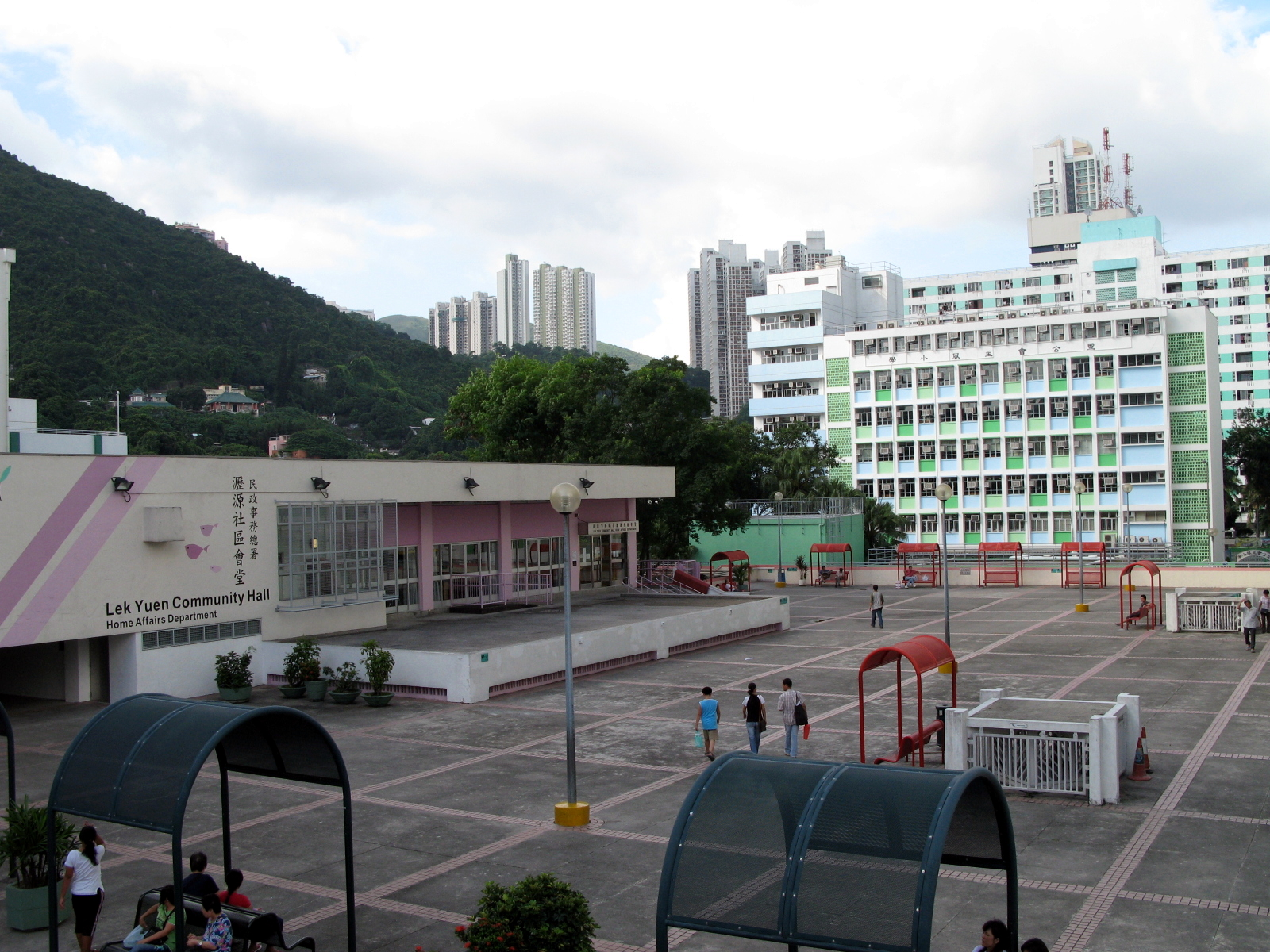
瀝源社區會堂

## 外景場地
- 香港電台首部兒童劇《小時候》（1978年和1979年版）
- 獨立電影《香港製造》[4]

## 知名住客
- 黃金寶：香港單車運動員，在榮瑞樓10樓長大。2022年12月參與房委會與無綫電視合作拍攝的《回家》特備節目，並返回該處探訪。

## 事件

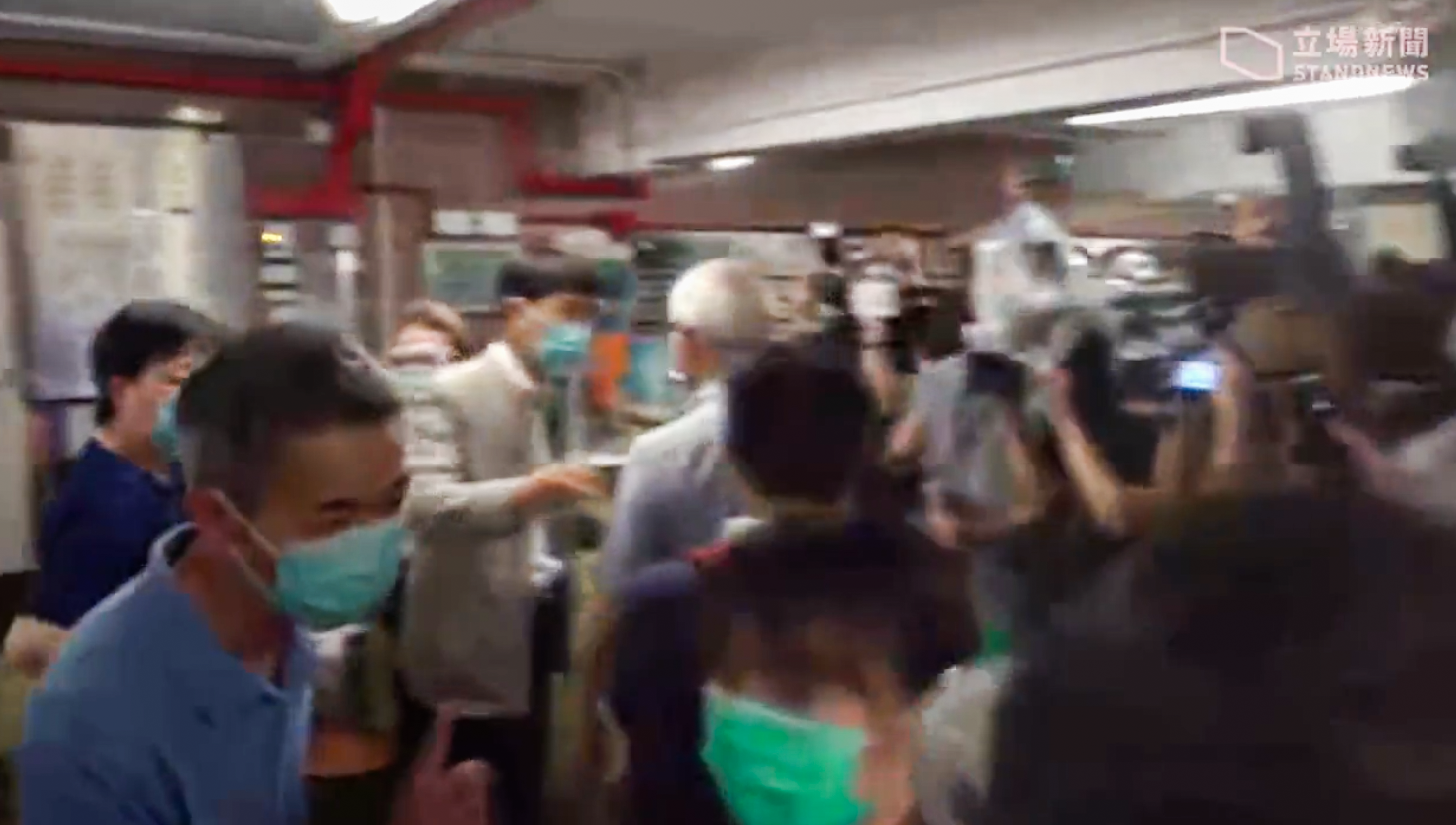
2020年6月1日深夜，港大微生物學系講座教授袁國勇，衛生防護中心總監黃加慶和衞生署衞生防護中心傳染病處主任張竹君等人到場視察

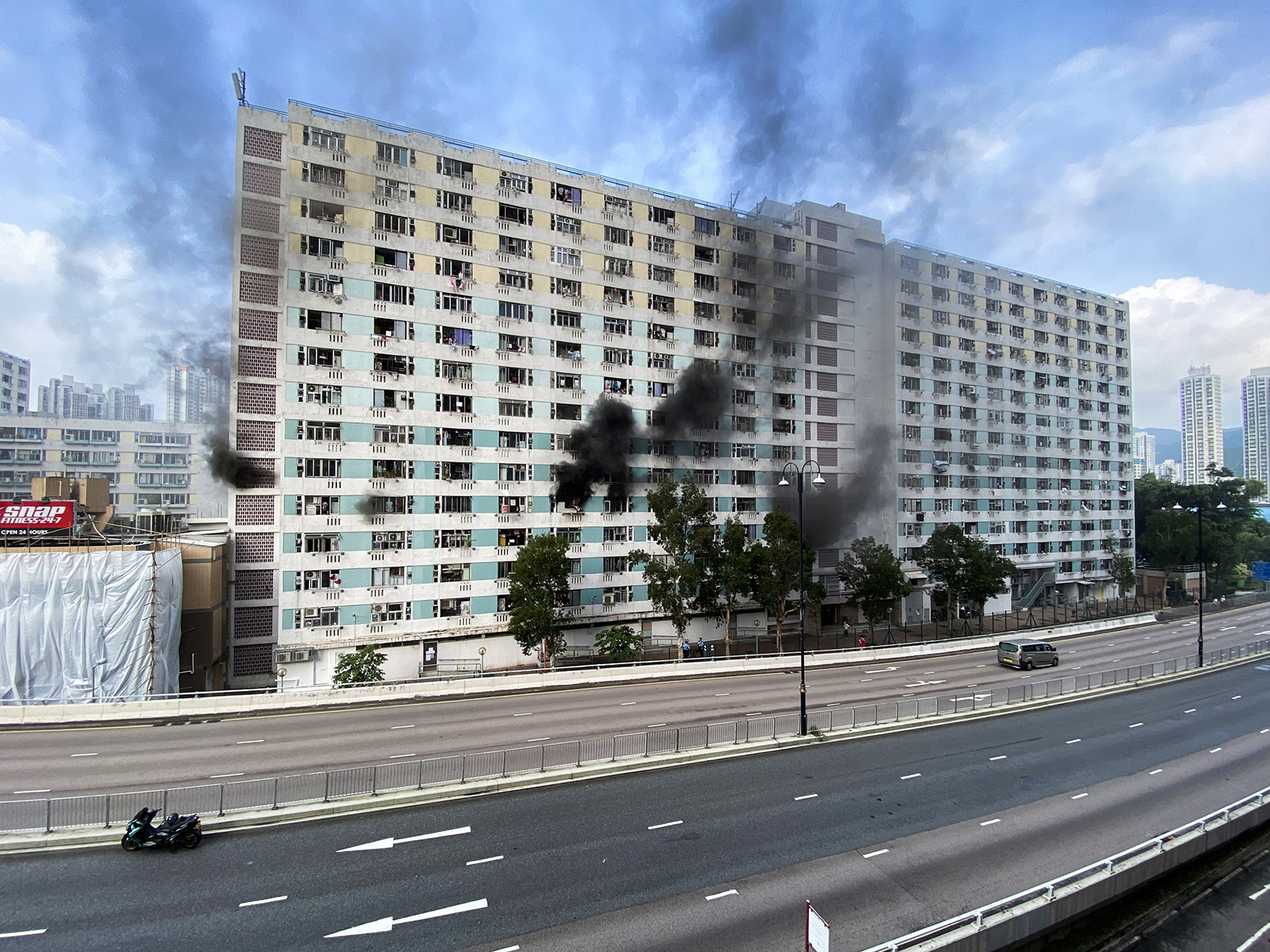
2020年9月24日下午，榮瑞樓發生三級火警，濃煙密布大廈兩面

- 1985年3月28日，晚上9時45分，一名因憶父成狂、曾被強制送院的30歲性慾倒錯者嚴啟德，於福海樓1611室家中疑因認定其母聯同警察把他送入瘋人院，將70歲母親張杏斬首，而菜刀亦因而彎曲，再全身赤裸衝入樓下商場孤狼式械鬥，最後先後在華豐樓及榮瑞樓被兩名警員連開六槍射殺[13]。三個月後，嚴啟德被裁定合法被殺。而翌年上映的電影《癲佬正傳》其中一名主角「阿全」的背景與結局取材自此事件。
- 1992年，邨內福海、富裕、貴和、華豐樓被揭發混凝土強度不合規格，當中福海樓只有7.13MPa，而承建商因而遭房署索償；但在2010年，邨內樓宇被評定15年內不用清拆。
- 2006年10月26日，一名因欠債頻臨破產的32歲陳姓男子，於榮瑞樓3樓某單位家中因求財不遂，因財失義，弒掉58歲羅姓母親被捕。
- 2018年2月20日凌晨近3時，有網民拍攝到邨內的麵飽製造店內有30隻老鼠在地上快速穿梭和爬上麵包架上。麵包店東主於同一專頁回應指一直定期安排滅鼠服務，並更附上寫有店名的滅蟲公司收據作證，同時向市民致歉。食環署表示接獲轉介後立即派員巡查有關處所，發現有鼠患跡象，已即時警告負責人跟進[14]。
- 2020年5月31日，一對居於該邨祿泉樓8樓的夫婦確診新型冠狀病毒後，同廈再有4名居民在6月1日晚上初步確診，當中兩人住8樓，另外兩人分別居住7樓及10樓。而一名27歲在沙田救護站工作的救護員於5月30日接載的女病人後也證實確診，男救護員也是瀝源邨居民。到深夜11時40分，港大微生物學系講座教授袁國勇與衞生防護中心傳染病處主任張竹君到場開會。到凌晨2時，衞生防護中心總監黃加慶醫生及袁國勇向記者表示，已取走單位內廁所環境樣本進行分析，大廈居民暫時毋須疏散。[15]不過到6月4日，衛生防護中心基於同一座向單位再現確診個案，緊急疏散全幢樓10室和12室的75名居民到駿洋邨檢疫中心隔離14日，其中6人因身體不適而送往威爾斯親王醫院接受治理。衞生防護中心共收回1,363個深喉唾液樣本瓶，不過尚有五戶未能取得聯繫，衞生署強烈呼籲居民盡快交回。[16][17]區議員岑子稱不少學童家長都反映邨內附近有6至7間中小學，擔心出現社區傳播，希望學校可以繼續停課。同時批評政府當局的撤離指示不清晰。[18]截至6月5日，群組擴至7人，涉6個單位。[19]同年6月20日下午5時33分，其中一名78歲女確診者證實不治，是香港新型肺炎疫情的第五宗死亡個案；三日後凌晨2時19分，另一名72歲男確診者亦證實不治，成為第六宗死亡個案。
- 2020年9月24日下午4時許，榮瑞樓5樓發生三級火警，期間一名老婦無法離開單位逃生，要爬出窗外蹲坐晾衫架掩面待救，最終等了半小時後，消防員才趕到單位將她救出。事件中兩男三女吸入濃煙不適送院，兩人情況嚴重，一隻貴婦狗亦死亡。300名居民需要疏散至地面。[20]到晚上起火樓層仍未解封，部份居民在瀝源社區會堂休息。盛記B哥、深水埗明哥為居民送上飯盒，而漢和麵包店派發麵包給有需要人士。[21]警方表示一名患有躁鬱症的37歲男子事發前曾與家人爭執，之後在家中放火自殺，最終陳屍在起火單位內。死因有待法醫解剖確認。而消防處認為火警有可疑，在單位內發現助燃劑。[22]到25日早上，死者父母到富山公眾殮房辦理認屍手續，母親掩面痛哭。[23]而起火單位內滿目瘡痍，地板燒至焦黑，滿佈水漬，燒剩金屬支架。[24]

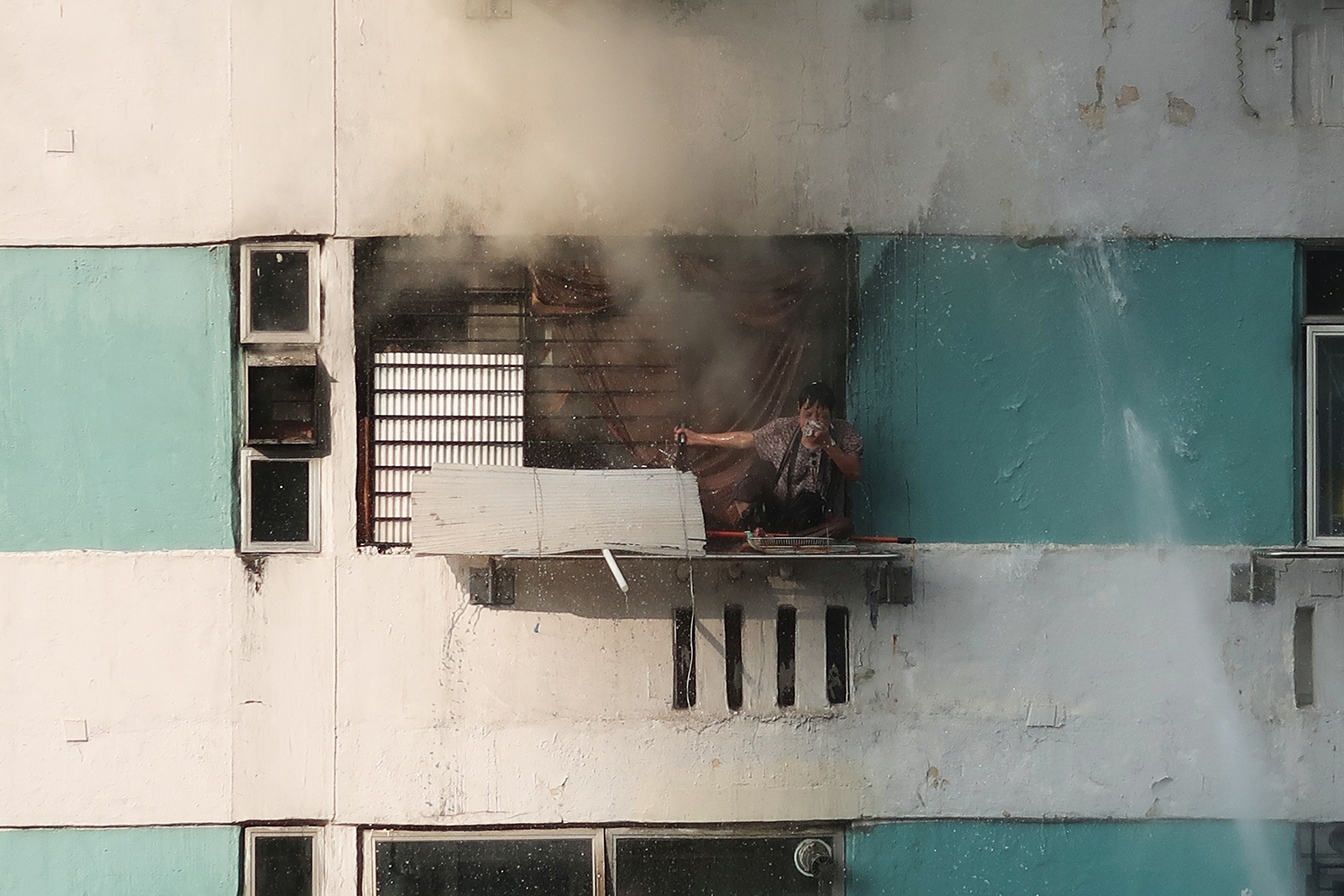
一名老婦無法離開單位逃生，要爬出窗外蹲坐晾衫架掩面待救
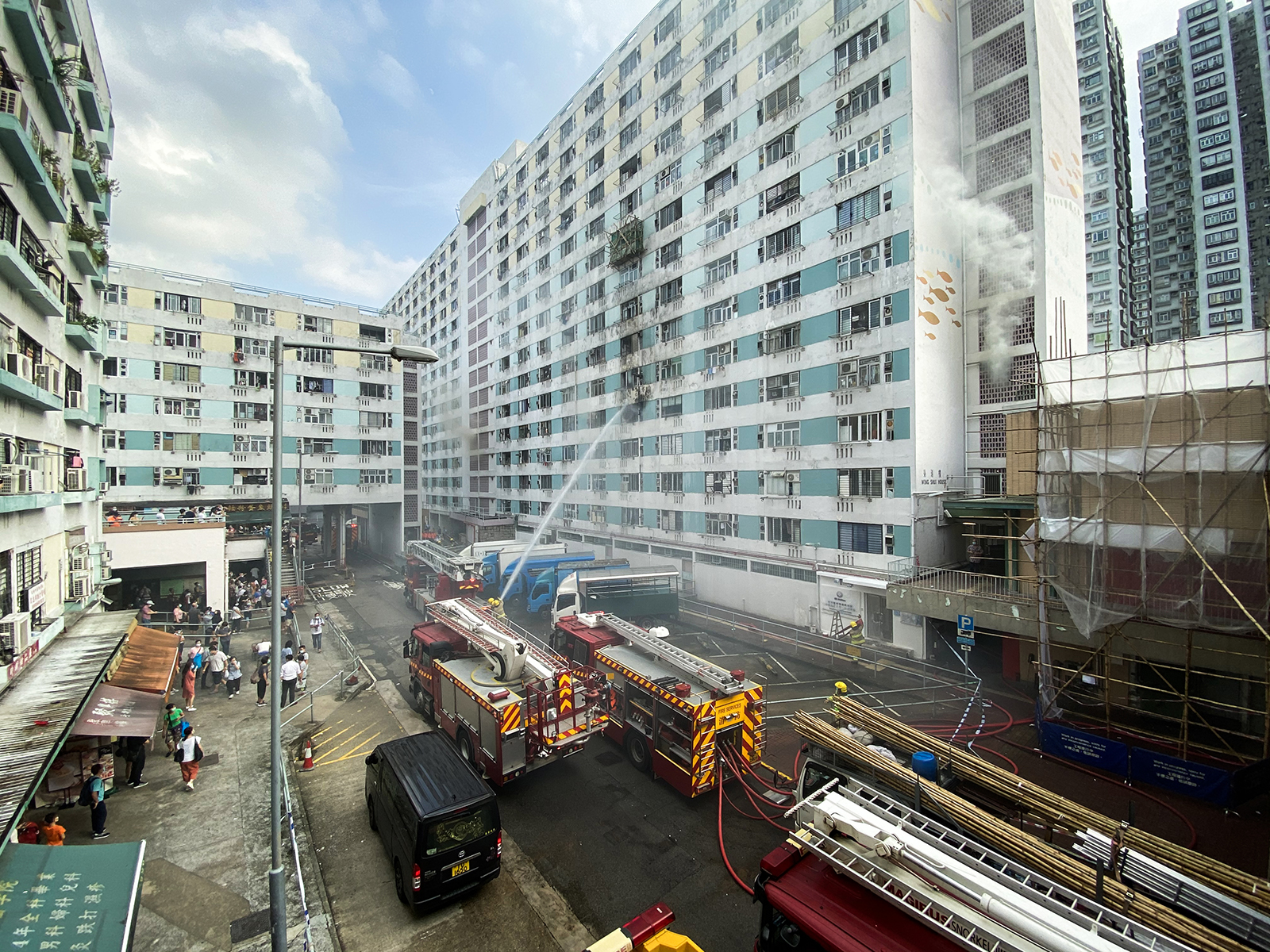
消防員到場救熄
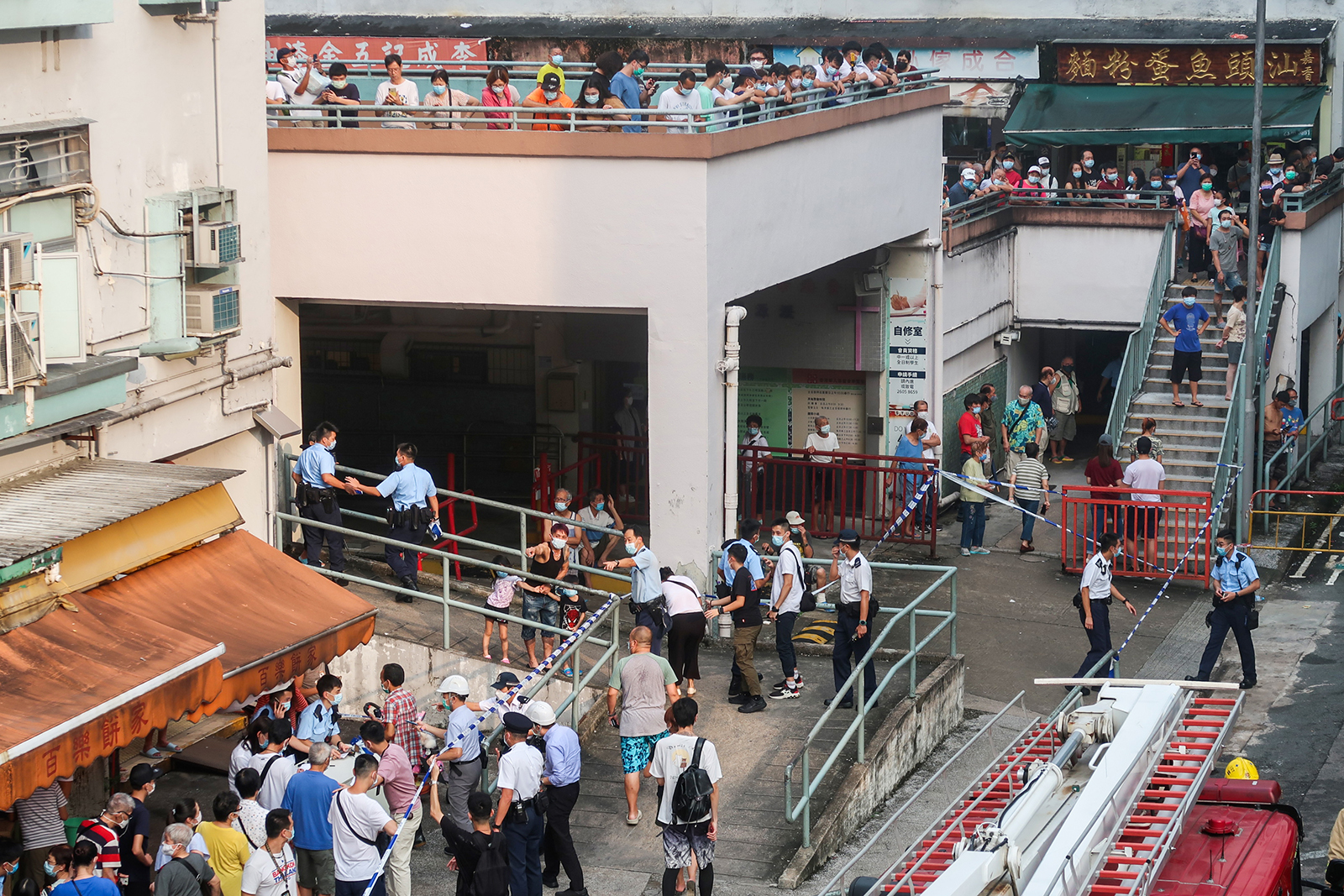
受影響居民在外面登記

- 2023年6月14日，一名57歲在街市工作的肉檔男工失去無法聯絡，到兩日後才被一名職員發現他倒卧在殘廁內。警方及救護員接報後到場經檢驗後，證實他已經死亡，死因有待驗屍後確定。[25]

## 外部連結
- 房委會瀝源邨資料 （页面存档备份，存于）